# Stendal (stad)
Stendal (officieel genaamd: Hansestadt Stendal, en bijgenaamd het hart van de Altmark en Stad van de baksteengotiek) is een plaats in de Duitse deelstaat Saksen-Anhalt, gelegen in de Landkreis Stendal. De stad heeft behoord tot de Hanze. De stad telt 38.778 inwoners. Stendal is Kreisstadt.

## Geografie
Stendal ligt circa 10 kilometer  westelijk van de Elbe in het zuidoosten van de landstreek Altmark. Door de stad stroomt een kleinere rivier, de Uchte, een zijrivier van de Biese.

### Naburige plaatsen
Berlijn is ongeveer 100 km verder oostelijk, Hannover ligt op 150 km afstand ten westen van Stendal. De plaats ligt ongeveer 55 km ten noorden van Maagdenburg op de as Wolfsburg – Berlijn.
Plaatsen in de directe omgeving van Stendal zijn onder andere:
- Tangermünde en het daartoe behorende dorpje Langensalzwedel
- Kläden (bij Stendal), en wat verderop: Bismark (Altmark)
- Rochau
- Eichstedt (Altmark)
- Hassel (bij Stendal)

## Indeling gemeente
De gemeente Stendal bestaat, volgens de versie d.d. 2 maart 2024 van artikel 19, lid 1 van de Hauptsatzung (hoofdgemeenteverordening) uit de Kernstadt en daarnaast 19 Ortschaften. Een situering van de ligging, en een kort portret van elk der Ortschaften is te vinden op de gemeentelijke website: .

### Delen van deKernstadt
| - Altstadt - Bahnhofsvorstadt - Bürgerpark - Nord - Ost | - Röxe, direct ten zuidwesten van het Centraal Station - Siedlung - Stadtsee I, ten zuidwesten van het centrum - Stadtsee II - Stadtsee III | - Süd - Südost - Villenviertel |

### Ortschaften
- 1. Ortschaft Bindfelde met het gebied van de Gemarkung[3] Bindfelde; 3 km ZO [4]
- 2. Ortschaft Borstel met het gebied van de Gemarkung Borstel; Borstel is een boerendorp, 4 km ten noorden van de stad en 1½ km ten noorden van het vliegveld; aantal inwoners, peildatum 31 december 2023: 519
- 3. Ortschaft Buchholz met het gebied van de Gemarkung Buchholz; 9 km ZW
- 4. Ortschaft Dahlen (Altmark), incl. de Ortsteile Dahlen, Gohre, Dahrenstedt en Welle met het gebied van de Gemarkungen Dahlen, Dahrenstedt en Welle; 5 km ZW
- 5. Ortschaft Döbbelin-Tornau, met het gebied van de Gemarkungen Döbbelin en Tornau, met per 31 december 2016 respectievelijk 115 en 127 inwoners; bij Döbbelin staat het gelijknamige, in zijn huidige vorm 18e-eeuwse kasteel.[5]  Tornau bezit een schilderachtige, houten standerdmolen, waarvan de geschiedenis tot het jaar 1238 teruggaat. De twee dorpjes liggen circa 3 kilometer ten westen van de stad Stendal.
- 6. Ortschaft Groß Schwechten, incl. de Ortsteile Groß Schwechten, Neuendorf am Speck en Peulingen, met het gebied van de Gemarkungen Groß Schwechten, Neuendorf am Speck en Peulingen; meer dan 10 km ten noord-noordwesten van de eigenlijke stad vandaan
- 7. Ortschaft Heeren met het gebied van de Gemarkung Heeren; 8 km ZZO
- 8. Ortschaft Insel (Altmark), met het gebied van de Gemarkung Insel; 9 km WZW; tot en met 2023 behoorden Döbbelin en Tornau tot deze Ortschaft, maar werden er in 2024 van afgesplitst.
- 9. Ortschaft Jarchau met het gebied van de Gemarkung Jarchau; 6 km NO
- 10. Ortschaft Möringen, incl. de Ortsteile Möringen en Klein Möringen, met het gebied van de Gemarkung Möringen; 8 km W
- 11. Ortschaft Nahrstedt met het gebied van de Gemarkung Nahrstedt; 12 km W
- 12. Ortschaft Staats met het gebied van de Gemarkung Staats; 18 km WZW
- 13. Ortschaft Staffelde, incl. de Ortsteile Staffelde en Arnim, met het gebied van de Gemarkung Staffelde; 7 km O
- 14. Ortschaft Uchtspringe, incl. de Ortsteile Uchtspringe, Börgitz en Wilhelmshof, met het gebied van de Gemarkungen Uchtspringe en Wilhelmshof; ruim 20 km ten westen van de eigenlijke stad vandaan
- 15. Ortschaft Uenglingen met het gebied van de Gemarkung Uenglingen; 3 km WNW
- 16. Ortschaft Vinzelberg met het gebied van de Gemarkung Vinzelberg; 16 km W
- 17. Ortschaft Volgfelde met het gebied van de Gemarkung Volgfelde; 17 km W
- 18. Ortschaft Wahrburg, direct ten westen van de stad;  dit dorp, dat al sinds 1950 tot de gemeente Stendal behoort, had per 31 december 2023 1.130 inwoners.
- 19. Ortschaft Wittenmoor, incl. de Ortsteile Wittenmoor en Vollenschier, met het gebied van de Gemarkung Wittenmoor; 3 km ten ZO van Vinzelberg.

## Economie en verkeer
Ten zuidoosten van het centrum en het station, in de richting van Bindfelde, ligt een groot industrieterrein. Aan de west- en noordoostkant van de stad liggen twee kleinere bedrijventerreinen, waar vooral midden- en kleinbedrijven gevestigd zijn.

### Belangrijke ondernemingen
De economie van de stad wordt gedomineerd door enkele bedrijven, die ten dele uit de agrarische sector zijn ontstaan:
- Milchwerke "Mittelelbe" GmbH, ten zuidoosten van de binnenstad, omstreeks 1950 ontstaan als een DDR- bedrijf, een VEB; een van de belangrijkste producenten van melkpoeder van Duitsland, ook producente van babyvoeding
- Stendaler Landbäckerei GmbH, een regionale keten van bakkerswinkels
- Altmärker Fleisch- und Wurstwaren GmbH, een regionale keten van slagerswinkels
- Alstom, onderhoudswerkplaats voor spoorwegmaterieel

### Economisch belangrijke instellingen
Wellicht de belangrijkste bron van werkgelegenheid in de gemeente is de gezondheidszorg. In de gemeente staan verscheidene ziekenhuizen en andere instellingen op dit gebied,  waaronder die voor de geestelijke gezondheidszorg te Uchtspringe.
Stendal beschikt sinds 1991 over een met de stad Maagdenburg gedeelde hogeschool, de Hochschule Magdeburg-Stendal. Men kan er onder andere economie, psychologie en pedagogiek studeren. Er is veel aandacht voor Rehabilitation, terugkeer in de maatschappij na een handicap, verslaving of na een periode, doorgebracht in de gevangenis of psychiatrische instelling.
In een voormalige kazerne is een justitieel centrum gevestigd, met o.a. een Amtsgericht, een Arbeitsgericht en een belangrijk kantoor van het kadaster.
De voormalige Kerncentrale Stendal, die nooit is afgebouwd, staat in de gemeente Arneburg, circa 15 km ten noordoosten van Stendal, aan de Elbe.

### Infrastructuur

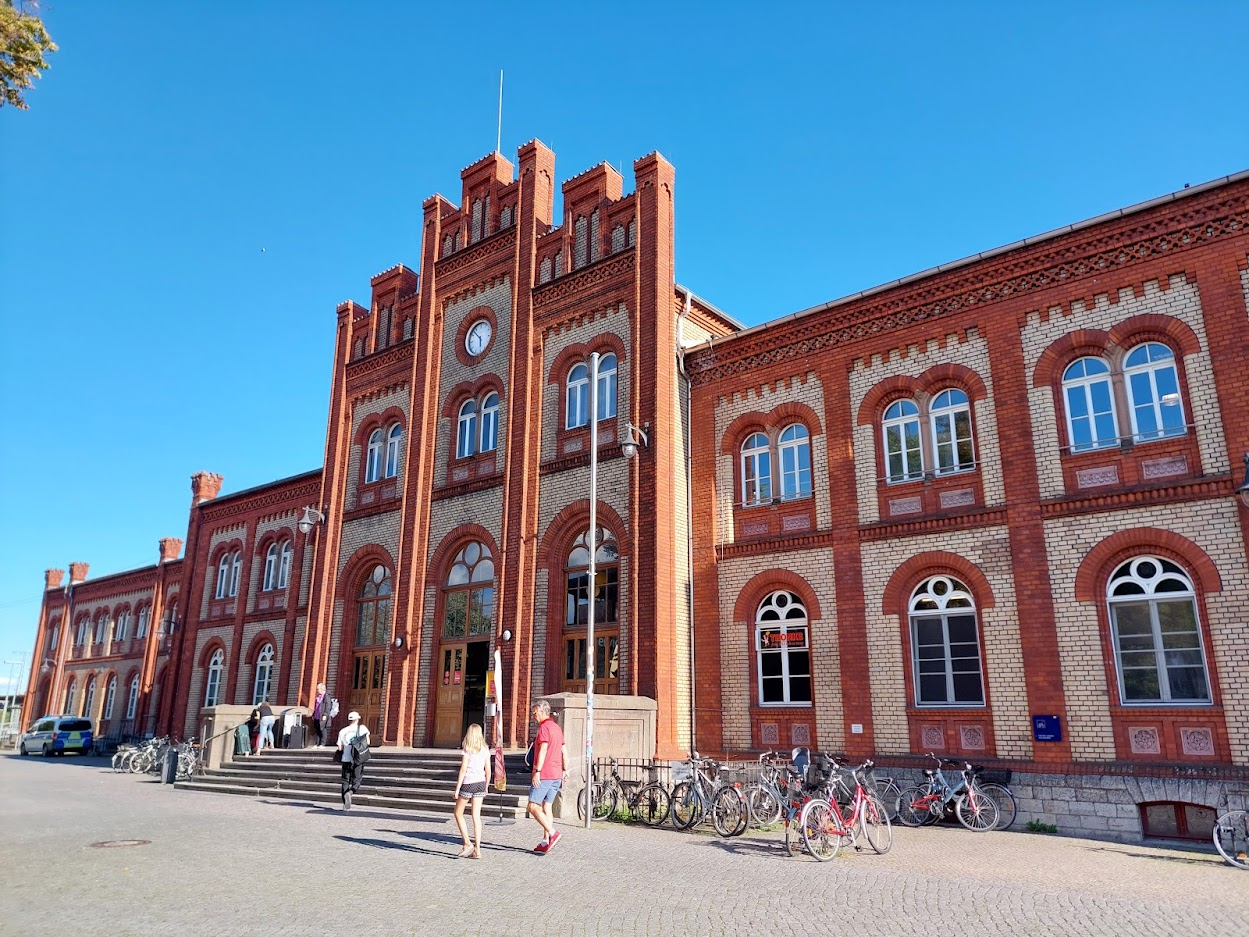
Centraal Station (Stendal Hbf)
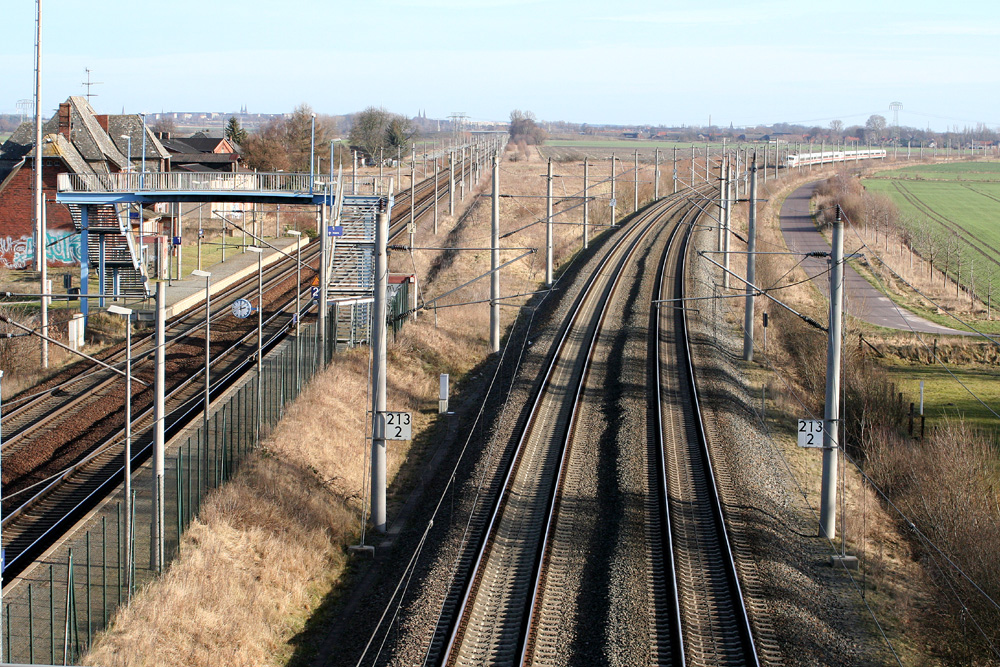
Spoorlijnen bij Möringen
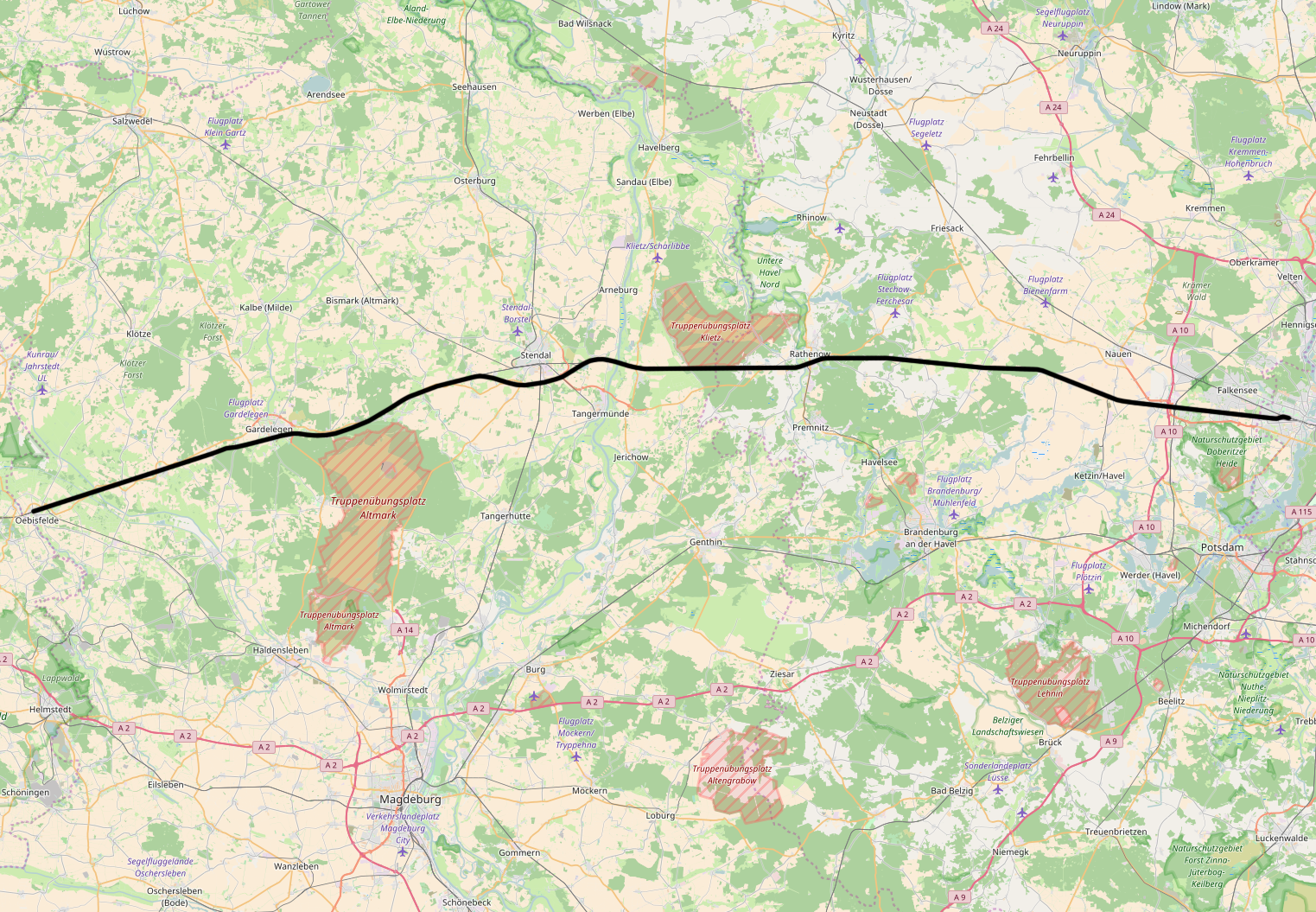
Kaart spoorlijn Berlijn-Oebisfelde
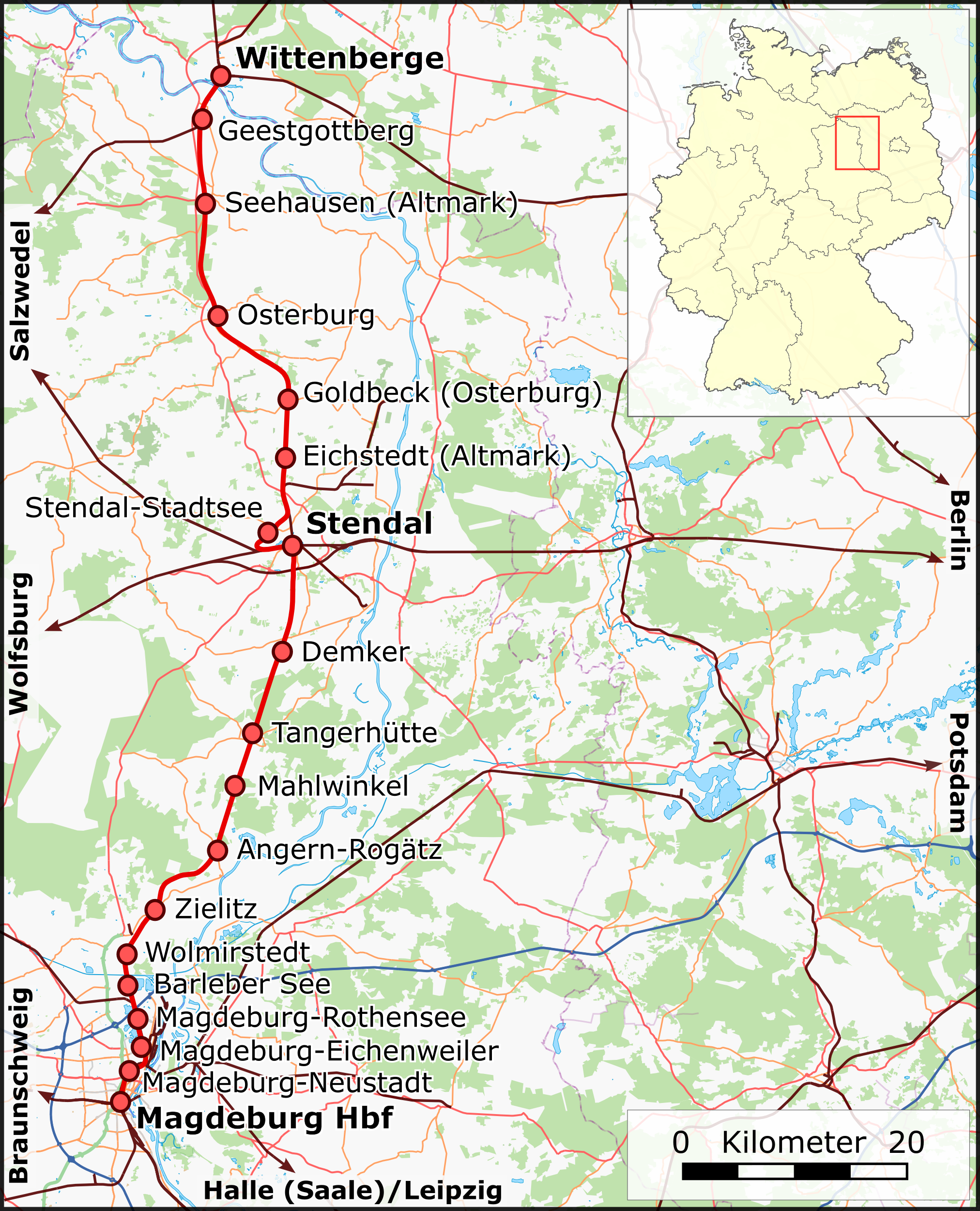
Kaart spoorlijn Maagdenburg-Stendal-Wittenberge
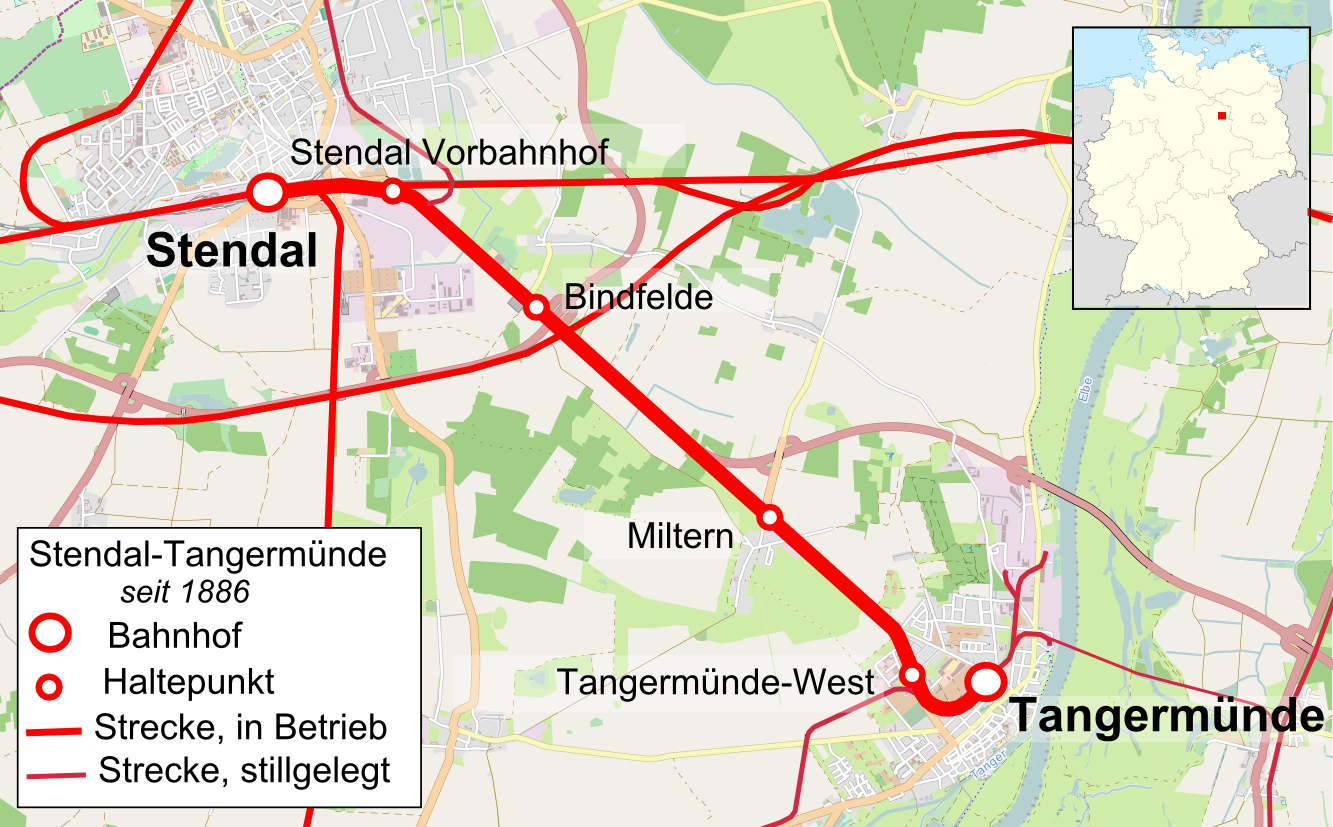
Kaart spoorlijn Tangermünde-Stendal
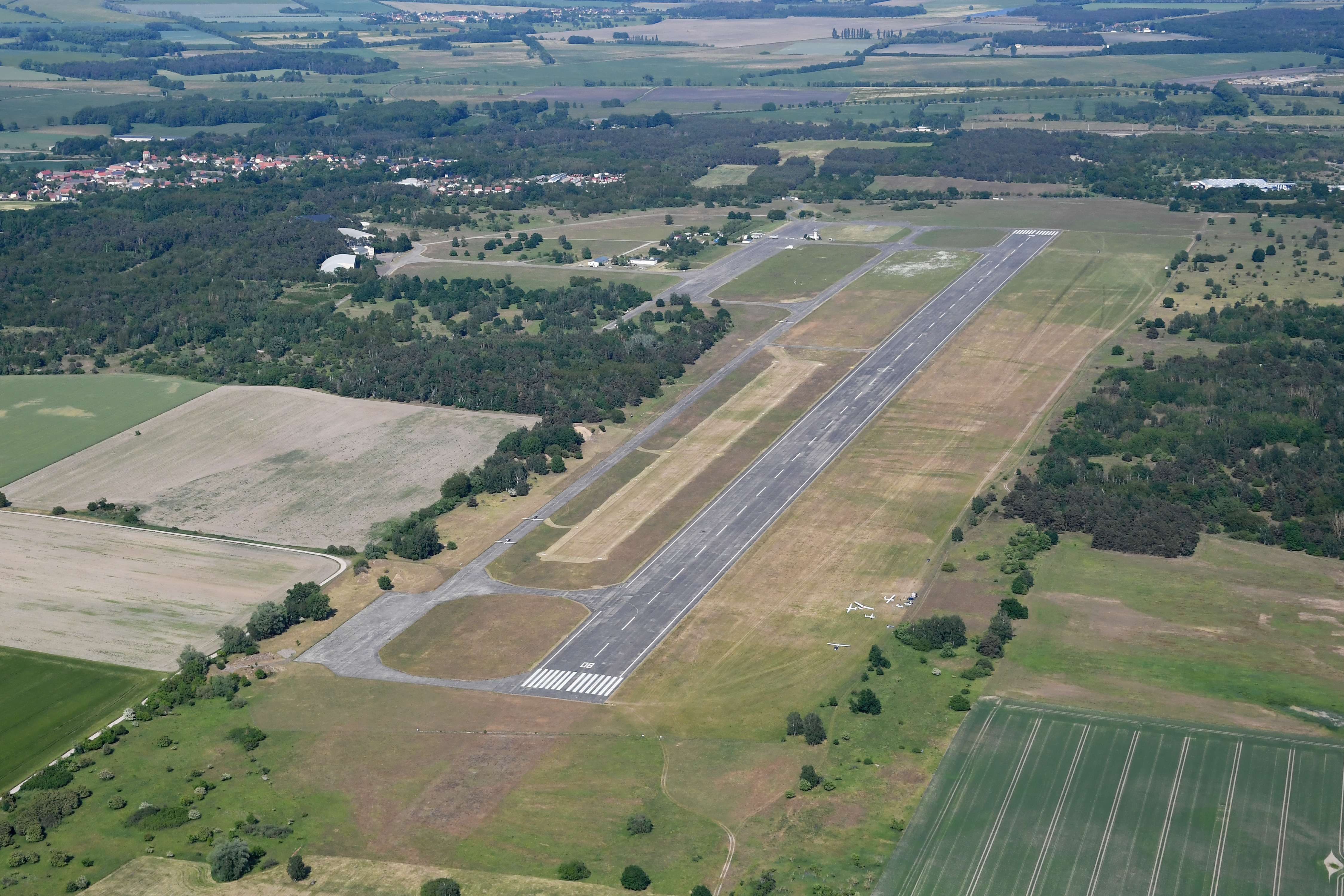
Vliegveld

Bij Stendal kruisen de in een boog om het oosten van de stad heen lopende Bundesstraße 189 (Maagdenburg - Wittenberge) en de Bundesstraße 188 (Rathenow - Gardelegen) elkaar.
Er is voorzien in een verlenging van Bundesautobahn 14 (bijgenaamd Altmark-Autobahn) van Maagdenburg over Stendal naar Schwerin. Volgens de in 2024 bekende stand van zaken moet deze Autobahn in 2026 voor het verkeer worden vrijgegeven.
Stendal is een belangrijk spoorwegenknooppunt tussen Hannover en Berlijn (zie: Spoorlijn Berlijn - Lehrte), maar ook tussen Station Wittenberge en Maagdenburg. Station Stendal Hauptbahnhof is een intercity-station. De regionale treinen van Stendal naar Uelzen en Tangermünde vertrekken ook hiervandaan. 
In 1998 werd de spoorlijn Berlijn - Oebisfelde geopend, die grotendeels hetzelfde traject volgt als de Spoorlijn Berlijn - Lehrte. Dit is echter een hogesnelheidslijn, die niet door Stendal rijdt. Ten oosten van station Möringen (Altm) begint een apart stuk van deze lijn, de Südumfahrung Stendal, waarvoor van 1991-1992 veel juridische problemen moesten worden opgelost, tot het aannemen van aparte wetgeving aan toe.  
Vóór het centraal station, dat ongeveer 500 m ten zuiden van de binnenstad is gesitueerd, ligt een busstation. Hiervandaan vertrekken enige stads- en streekbuslijnen, o.a. van Stendalbus. Sommige daarvan rijden alleen als belbus (Anrufbus).
De luchthaven Stendal (ICAO-code: EDOV) is het drukst bezochte vliegveld van Saksen-Anhalt. Behalve voor zweefvliegen en andere sportvliegerij wordt de luchthaven ook gebruikt door zakenvliegtuigen, Bundespolizei (vroeger Bundesgrenzschutz) en de Bundeswehr.  Het vliegveld heeft een geasfalteerde start- en landingsbaan, die 1.997 m lang en 52 m breed is, en ook een graspiste (700 x 40 m). Het vliegveld ligt 2½ km ten noordwesten van het stadscentrum, niet ver van de B 189.

## Geschiedenis
Zie ook de artikelen over de afzonderlijke Ortschaften. Bij een aantal dorpjes in de gemeente Stendal zijn archeologische vondsten gedaan, zowel uit de Jonge Steentijd als uit de Bronstijd en de periode, waarin het Romeinse Rijk zich tot in West-Europa uitstrekte.

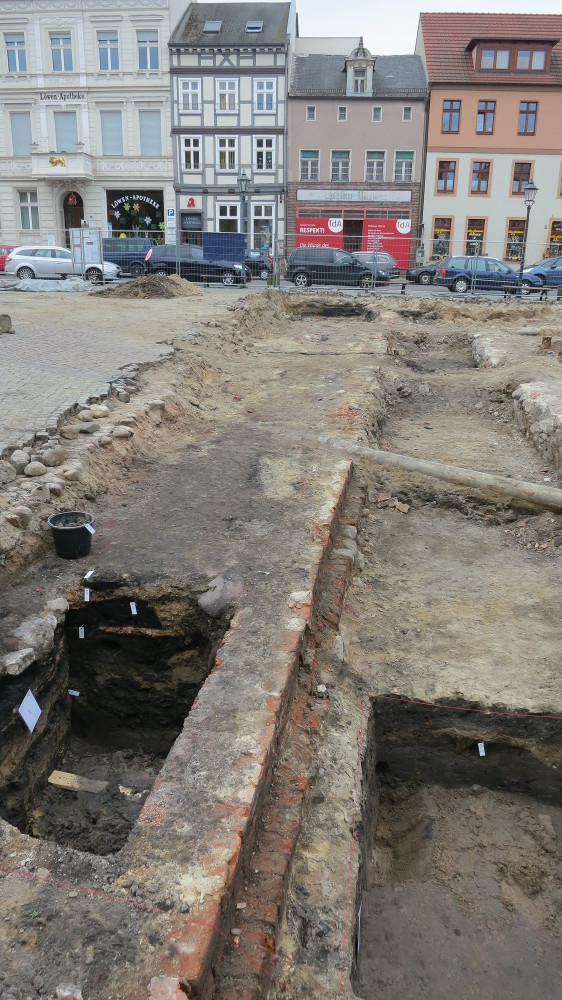
Opgraving middeleeuws winkelpand, Markt te Stendal, 2016
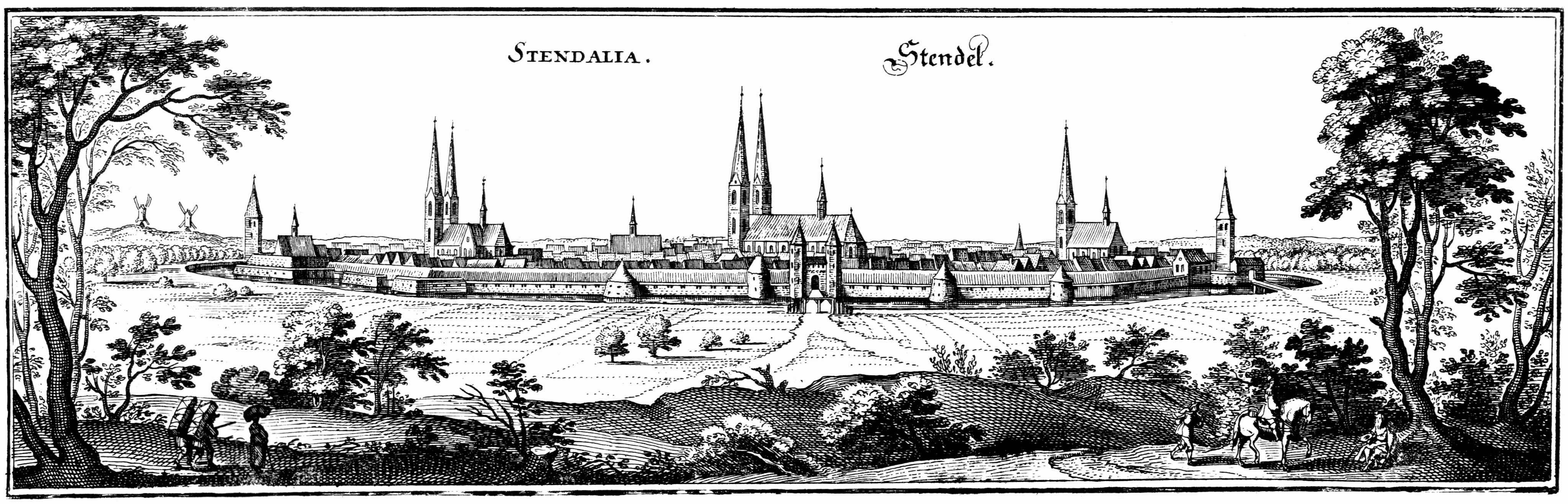
Stendal op een prent uit 1640
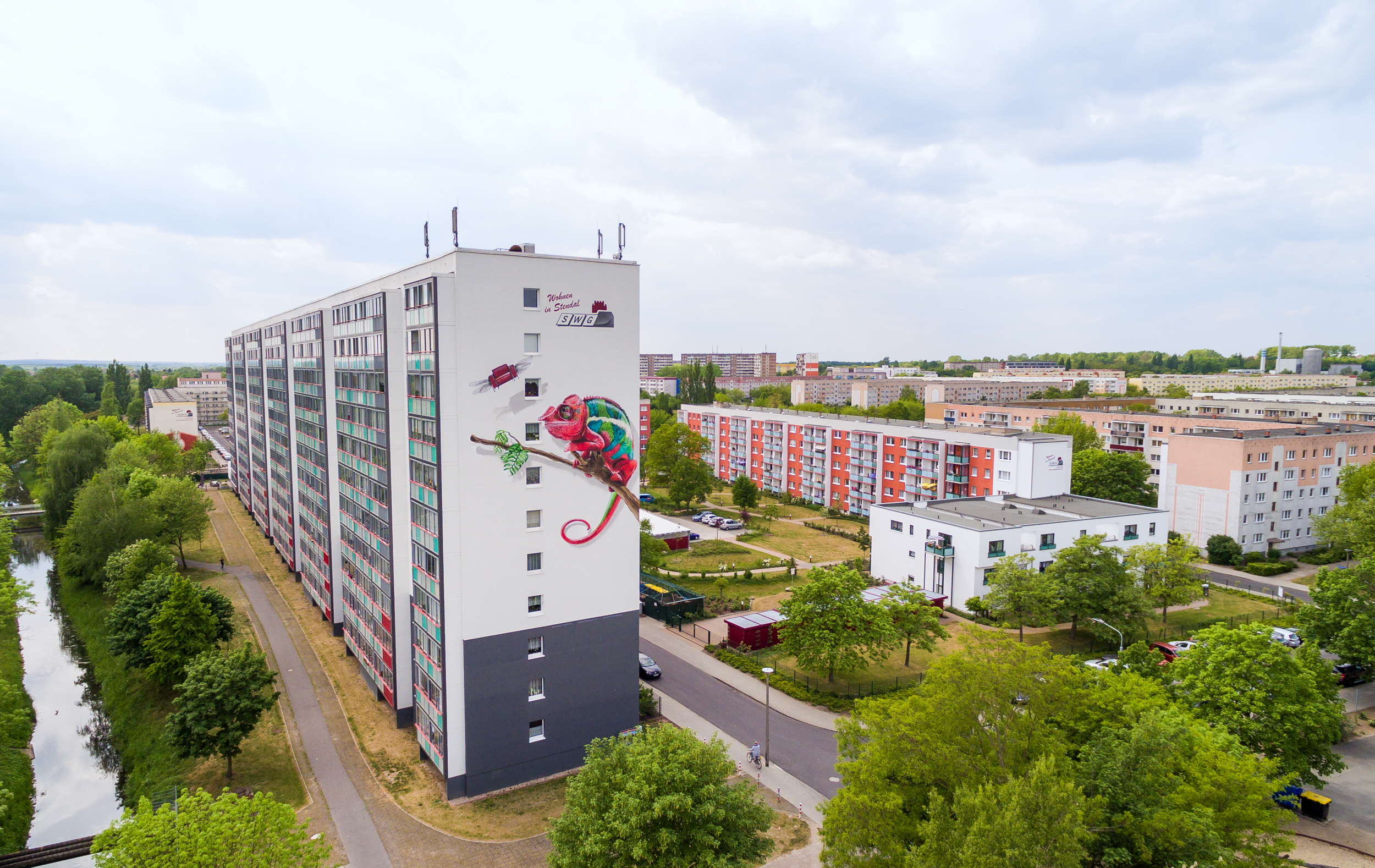
Stadswijk uit de jaren 1960 en 1970 in DDR-Plattenbau

In 1022 zou Stendal als bezit van het Michaeliskloster (Bisdom Hildesheim) voor het eerst in een document zijn vermeld, als Dorf Steinedal. Onderzoek in 1973 wees uit, dat dit stuk een vervalsing uit de 12e eeuw is. De markgraaf Albrecht de Beer van Brandenburg verleende in 1160 het Dorf Steinedal stads- en marktrechten. Bijzonder is, dat aan de Markt in de stad reeds in 1188 een 50 meter breed, stenen winkelpand stond. In 2016 werden de fundamenten ervan bij opgravingen in de stad teruggevonden. Stendal was de voornaamste stad van de Mark Brandenburg binnen de Hanze. In het gehele gebied ontstonden dorpen rondom kerkjes, die in de 12e eeuw gebouwd werden.  
In 1518 trad Stendal samen met Berlijn, Brandenburg, Frankfurt en Salzwedel uit de Hanze.
Ten tijde van de Reformatie, rond 1539, ging het gebied van Stendal massaal over tot de evangelisch-lutherse gezindte. Tot op vandaag is een grote meerderheid van de (weinige) christenen in de gemeente deze kerk toegedaan. De hierna vermelde kerkgebouwen in de gemeente Stendal zijn, tenzij anders vermeld, ook evangelisch-luthers.
In 1682 kwamen in Stendal meer dan 1.200 mensen om het leven door een pestepidemie.
Stendal werd in 1640 een garnizoensstad, dit bleef tot 1994 gehandhaafd. In dat jaar vertrokken de laatste Russische troepen uit de voormalige DDR.
Het spoortraject Maagdenburg – Stendal – Wittenberge werd in 1849 geopend. Met de bouw van het Centraal Station van Stendal werd in 1869 begonnen. In 1871 werd het station opgeleverd. Twee jaar later, in 1873, begon de bouw van een onderhoudswerkplaats (Ausbesserungswerk) voor spoorwegmaterieel (deze bestaat thans nog als Werk Stendal, voorheen van de Deutsche Bahn AG, in twee fasen, in 2002 en 2012, geprivatiseerd door verkoop aan het Franse concern Alstom). 
Berucht is de in 1934 aangelegde vliegbasis Stendal-Borstel, waar in 1936 het eerste luchtlandingsregiment van het Derde Rijk werd opgericht. Toen de beroemde Duitse bokser Max Schmeling in 1940 in militaire dienst moest, heeft hij hier parachutespringen geleerd. Tot 1992 was dit een militair vliegveld, nadien een civiel vliegveld (zie: Infrastructuur).
Gedurende de Tweede Wereldoorlog werd Stendal, dat een strategisch belangrijk spoorwegemplacement had, vooral in 1944 en 1945 verscheidene malen getroffen door geallieerde luchtbombardementen. Bijzonder zwaar was het bombardement op 22 februari 1945 dat de wijk Röxe  grotendeels verwoestte. Honderden inwoners van de stad kwamen door deze luchtaanvallen om het leven. Ook een groot gedeelte van de toenmalige collecties van het Altmärkische Museum, waaronder waardevolle archeologische vondsten, gingen verloren. In april 1945 werd Stendal door Amerikaanse troepen veroverd. Op grond van de afspraken van de Conferentie van Jalta moesten zij Stendal overdragen aan het Rode Leger (Sovjet-Unie). Gedurende de eerste jaren na de Tweede Wereldoorlog bivakkeerden in Stendal maximaal ongeveer 30.000 Heimatvertriebene en andere vluchtelingen en ontheemden, bijna evenveel als de toenmalige bevolking van 34.000 mensen. Daarna lag de stad van 1949 tot 1990 in de DDR.
In de DDR-tijd kende Stendal, door de vestiging van industrie en een tijdelijke grote uitbreiding van de werkplaats voor onderhoud van spoorwegmaterieel, een grote toename van de bevolking, tot ruim 50.000 mensen.  Na de Duitse hereniging gingen enige fabrieken in de stad failliet,  en de bevolking daalde in aantal weer tot het niveau van omstreeks 1945. De in de DDR-periode gebouwde woonwijken met Plattenbau-flats werden gedeeltelijk  gesloopt  en voor een ander deel  gerenoveerd.
Stendal was van 2005 tot en met 2009 ook de hoofdplaats van de Verwaltungsgemeinschaft Stendal-Uchtetal waartoe 12 andere gemeenten behoorden; per 1 januari 2010 zijn deze gemeentes in de eenheidsgemeente Stendal opgegaan.

## Politiek
De Oberbürgermeister van de stad Stendal is sedert 2022 Bastian Sieler (partijloos).

### Zetelverdeling gemeenteraad
Zetelverdeling in de 40 zetels tellende gemeenteraad (na de verkiezingen van 9 juni 2024):
- - AfD 12 zetels (30% van de stemmen)
  - CDU 10 zetels
  - SPD 5 zetels
  - Die Linke 3 zetels
  - GRÜNE één zetel
  - Diverse lokale lijsten, in totaal 8 zetels
  - FDP, één zetel

## Bezienswaardigheden
- De stad is rijk aan historische gebouwen, waaronder verscheidene vóór 1900 gebouwde kerken. Veel gebouwen zijn opgetrokken in de Noord-Duitse  baksteengotiek of in imitatiestijlen hiervan. Bijzondere vermelding verdienen:
  - de gotische Sint-Jacobskerk (Jakobikirche), vanwege de fraaie liturgische voorwerpen in het interieur, wellicht de meest bezienswaardige kerk te Stendal
  - De eveneens gotische Sint-Pieterkerk, in het noordwesten van het stadscentrum, werd van de 13e tot de 15e eeuw gebouwd. Een van de kerkklokken werd in 1490 gegoten door de Nederlander Geert van Wou.
  - de St.-Nicolaasdom van Stendal, beroemd om o.a. zijn glas-in-loodramen (12e-13e eeuw; huidige torenspitsen gebouwd in 1888)
  - de gotische, in de eerste helft van de 15e eeuw gebouwde, Mariakerk, waarvan de torens 82 meter hoog zijn
  - De in 1461 gebouwde, laatgotische St. Annakerk is de enige oude rooms-katholieke kerk in de stad. Het godshuis was lange tijd niet als zodanig in gebruik, en is pas na 1990 opnieuw, zeer eenvoudig, ingericht.
  - Het stadhuis werd tussen de 13e en de 16e eeuw gebouwd, en daarna vele malen gerestaureerd of uitgebreid. Het in gotische stijl gebouwde gedeelte, waar de Roland vóór  staat,  en waar recht gesproken werd, heet Gerichtslaube; het uit 1480, in de 16e eeuw in renaissancestijl verbouwde en wit gepleisterde gedeelte noemt men de Corpsflügel.
  - de beide middeleeuwse stadspoorten Tangermünder Tor en Uenglinger Tor, tegen betaling te beklimmen en bezichtigen
- Ook in de dorpjes om de stad heen staan hier en daar schilderachtige vakwerkhuizen, en soms ook een oud, bezienswaardig kerkje. Zie de (korte) artikelen over de afzonderlijke stadsdelen van Stendal. Bijzondere vermelding verdienen:
  - het gedeeltelijk natuurstenen dorpskerkje te Borstel, gebouwd in 1249, gelegen op een heuveltje
  - de 13e-eeuwse kerk te Wahrburg, die in 1727 werd gerenoveerd
- In en rondom zijn geboortehuis, in het noorden van de binnenstad van Stendal is sinds 1955 een museum aan Johann Winckelmann gewijd. Dit museum gaat uit van de in 1940 opgerichte Winckelmann-Gesellschaft, een wetenschappelijk genootschap dat zich met Winckelmanns wetenschappelijke en literaire werk bezighoudt. Naast de persoon en het werk van Winckelmann behandelt het museum ook de 19e-eeuwse archeologie. Er zijn enige fraaie, klassiek Griekse vazen te zien. In de tuin achter het museum, die ook voor bezoek door kinderen is ingericht, staat o.a. een kopie van het legendarische Paard van Troje en een doolhof.
- In het voormalige Catharijneklooster en de bijbehorende voormalige kloosterkerk, aan het zuideinde van de binnenstad, is het historische museum Altmärkisches Museum gevestigd. In de voormalige refter van dit klooster is de, naar Anna Seghers vernoemde, openbare bibliotheek van Stendal gevestigd.
- Landgoed Döbbelin, van het oude adellijke geslacht Von Bismarck; in het kader van rondleidingen beperkt te bezichtigen, met fraai omliggend park, kasteelwinkel en horecagelegenheid; de jaarlijkse kerstmarkt wordt als een der belangrijkste evenementen van de gemeente Stendal beschouwd.
- Het standbeeld van  Roland, evenals te Bremen een symbool voor de status van vrije stad met eigen stadsrecht en rechtspleging, is 7,80 meter hoog en dateert uit 1974. Het is een kopie van een, verloren gegaan, Rolandstandbeeld uit 1525. Het standbeeld staat vóór het stadhuis.
- Ten noordoosten van het centrum van Stendal staat een brandweermuseum.
- Ten zuidwesten van de binnenstad, naast een flatwijk uit de DDR-periode, ligt de ruim 500 meter lange recreatieplas Stadtsee, met eromheen een groot stadspark, waar de Uchte doorheen loopt. In dit stadspark bevindt zich een kleine dierentuin.

## Afbeeldingen

### Kerkgebouwen e.d.

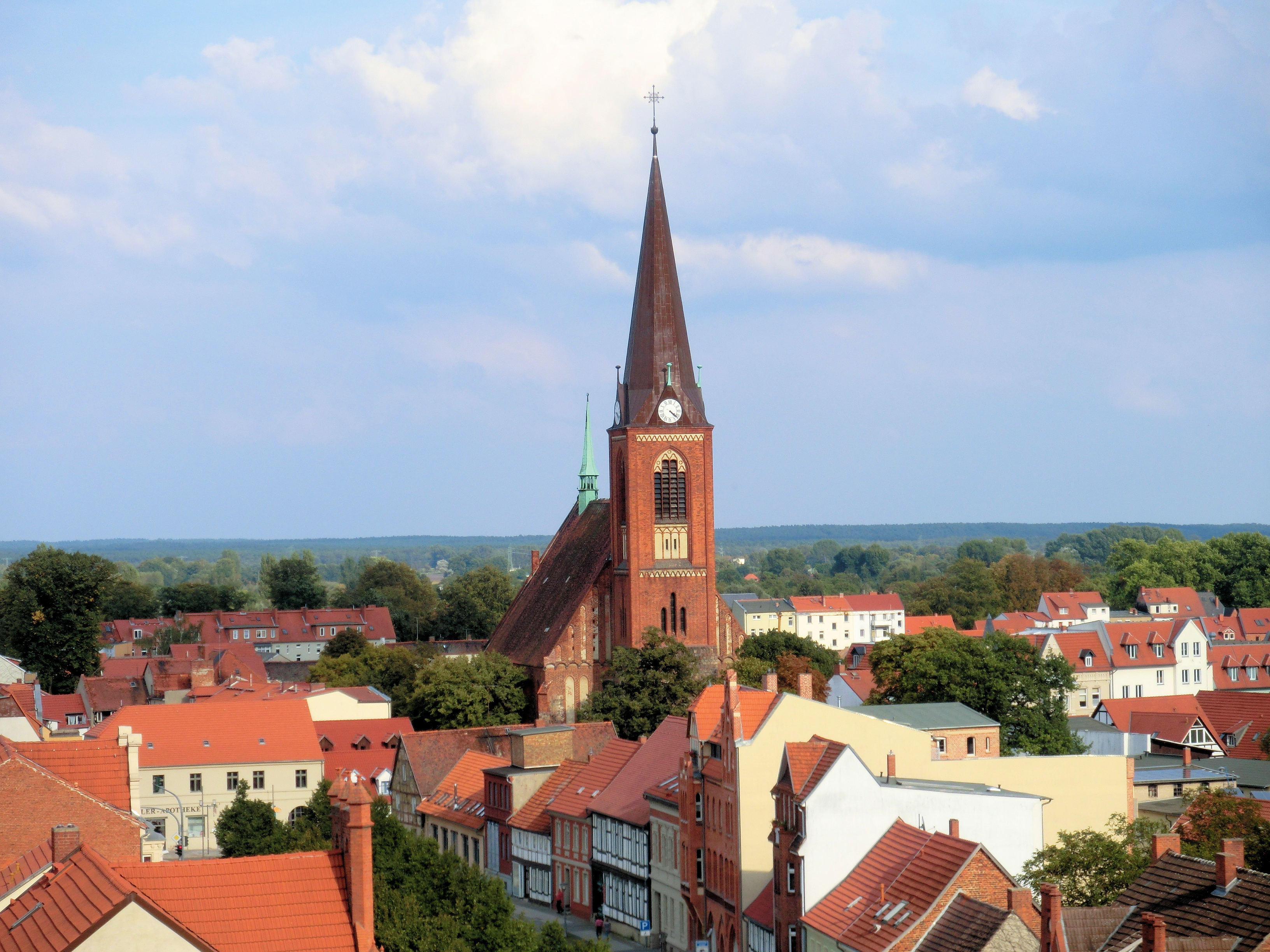
St. Jacobuskerk
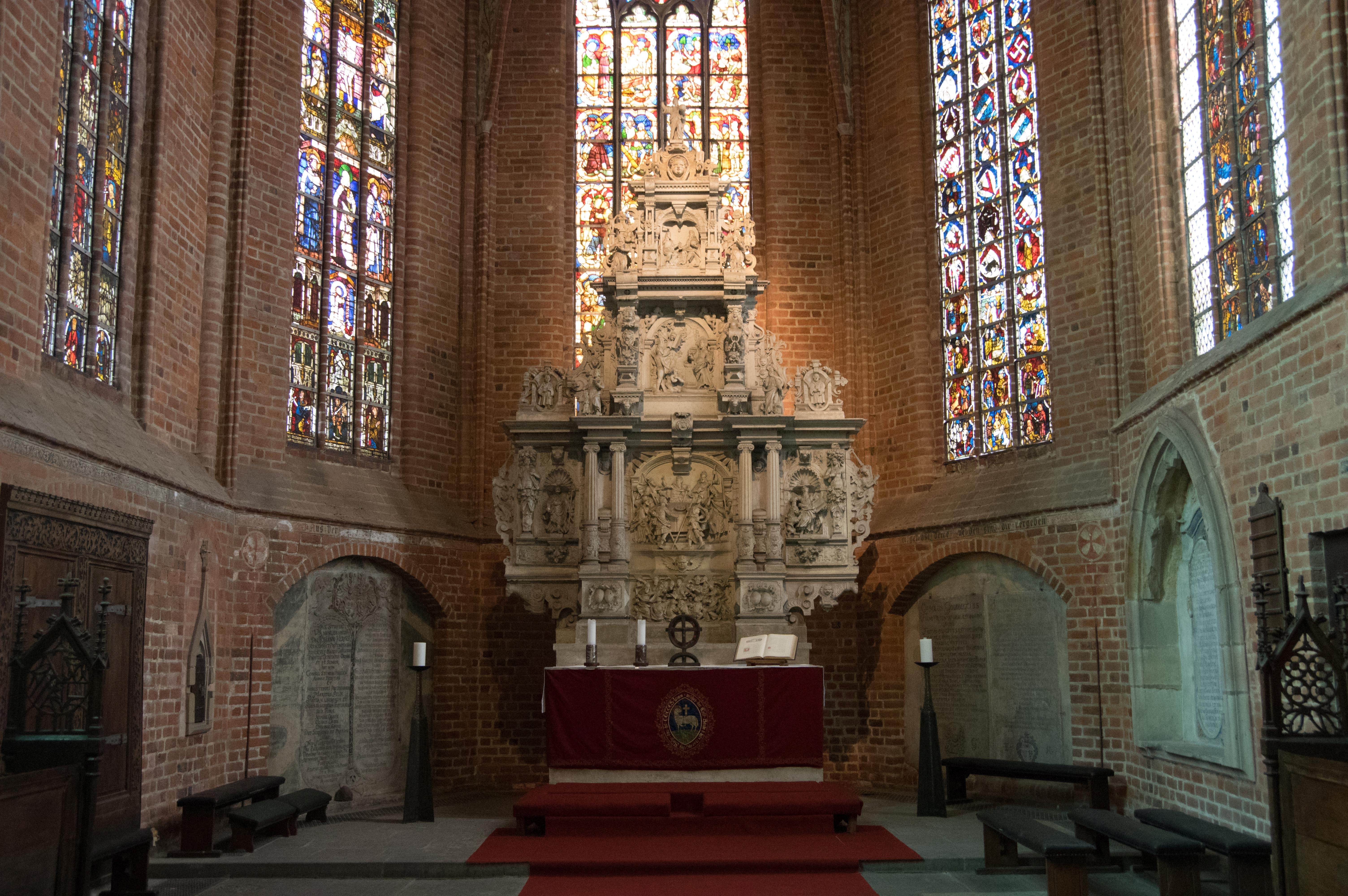
Altaarstuk in deze kerk (plm. 1603)
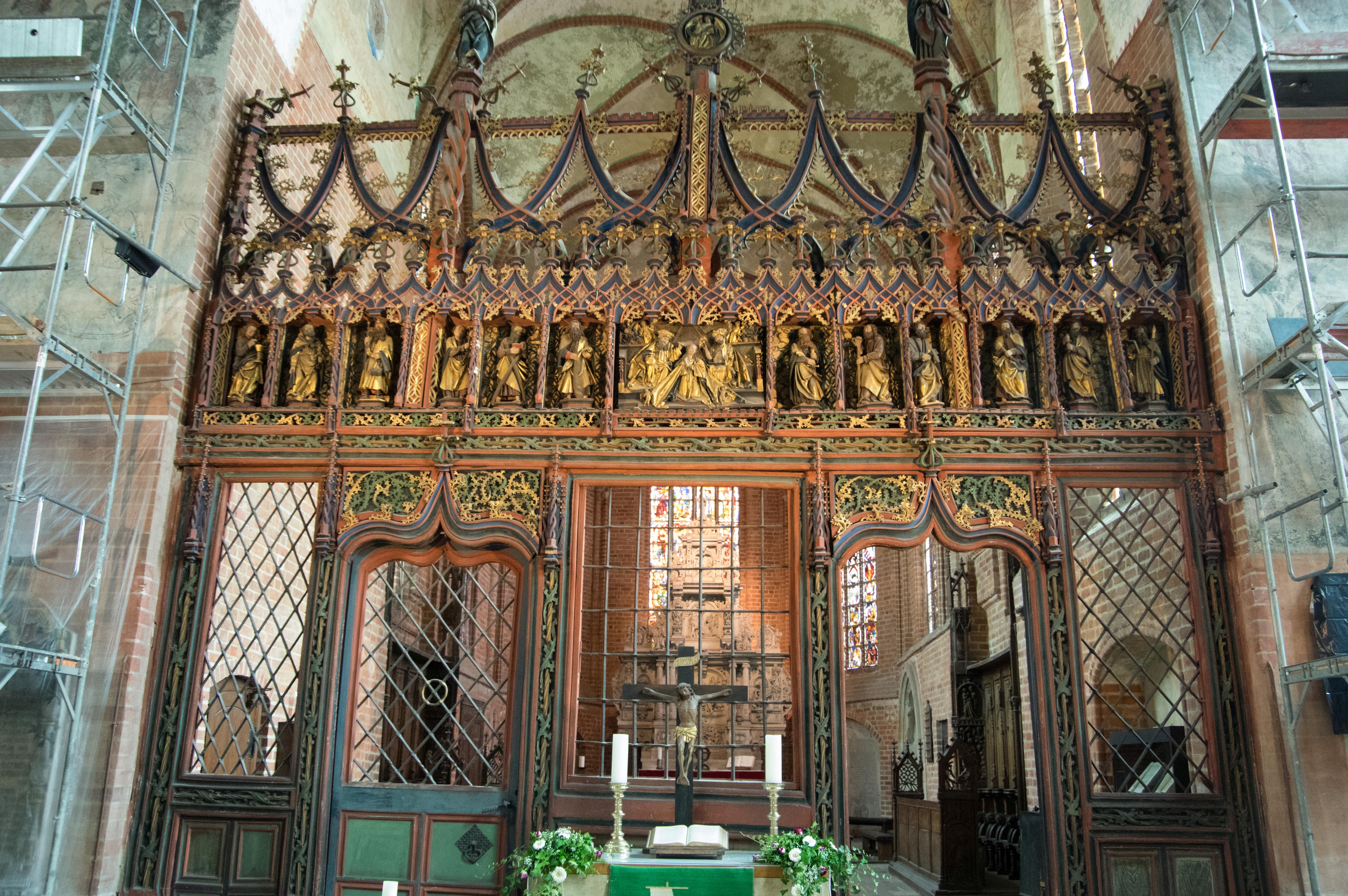
Koorhek in deze kerk (plm. 1500)
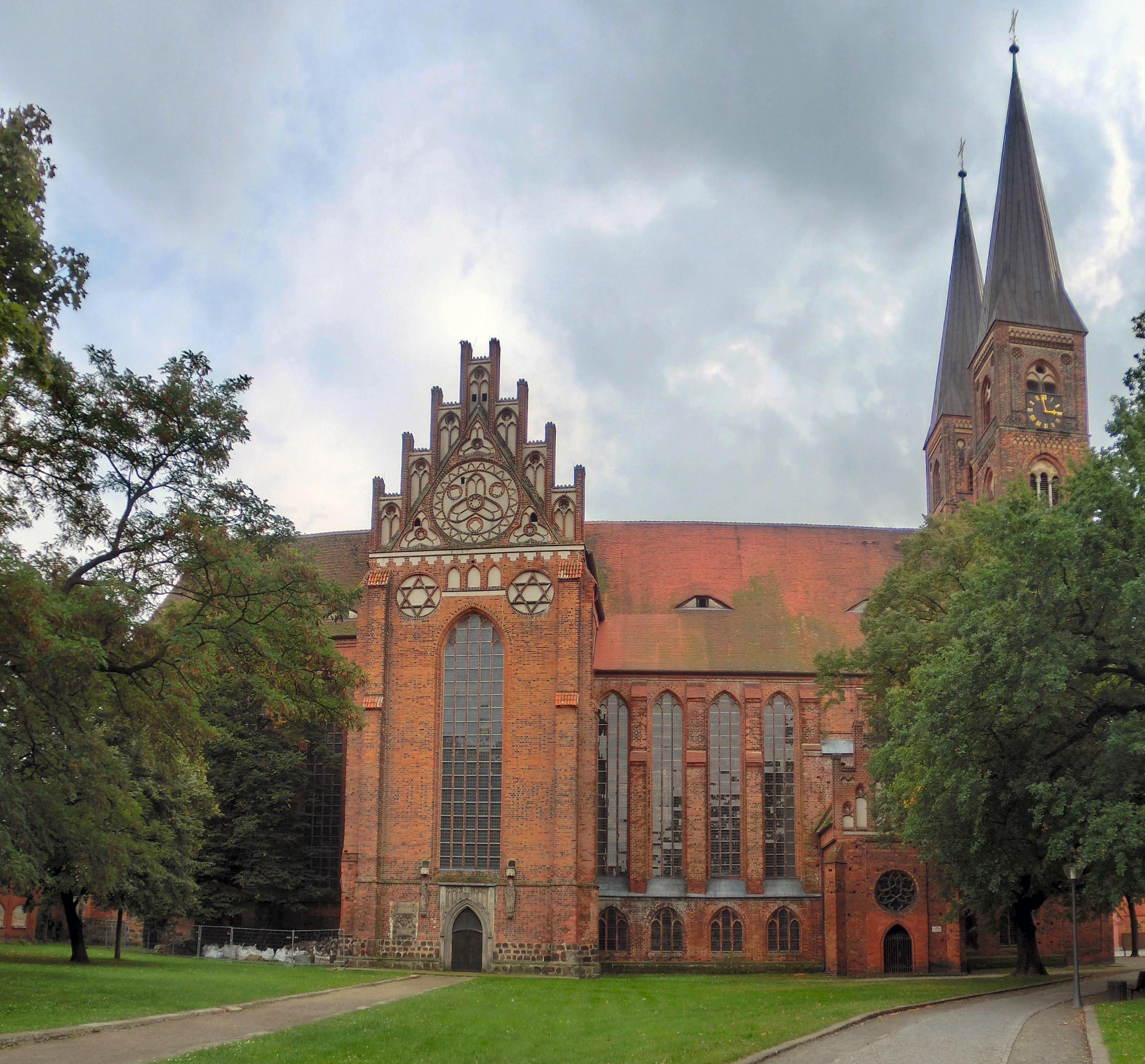
Dom van Stendal
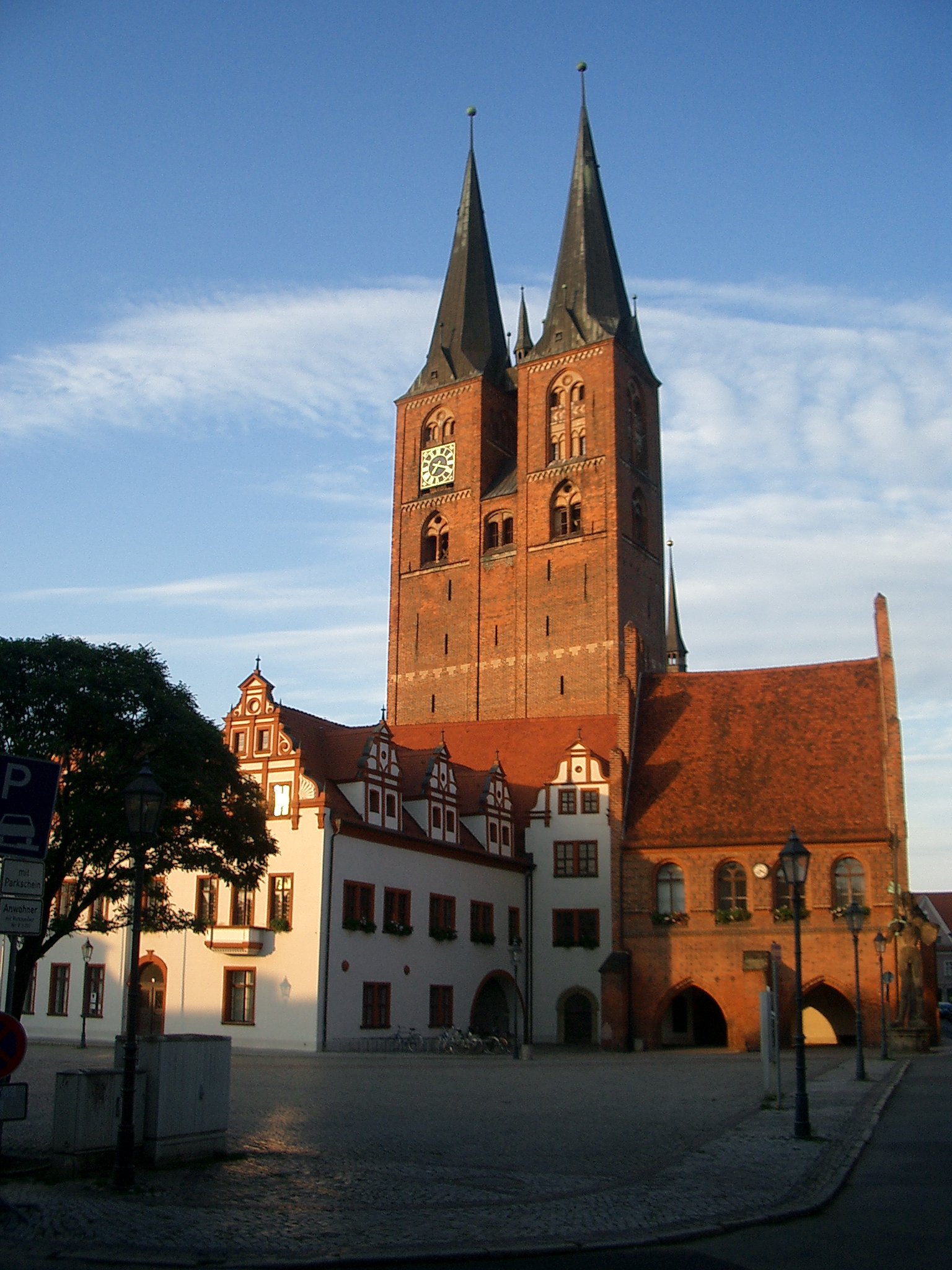
Mariakerk
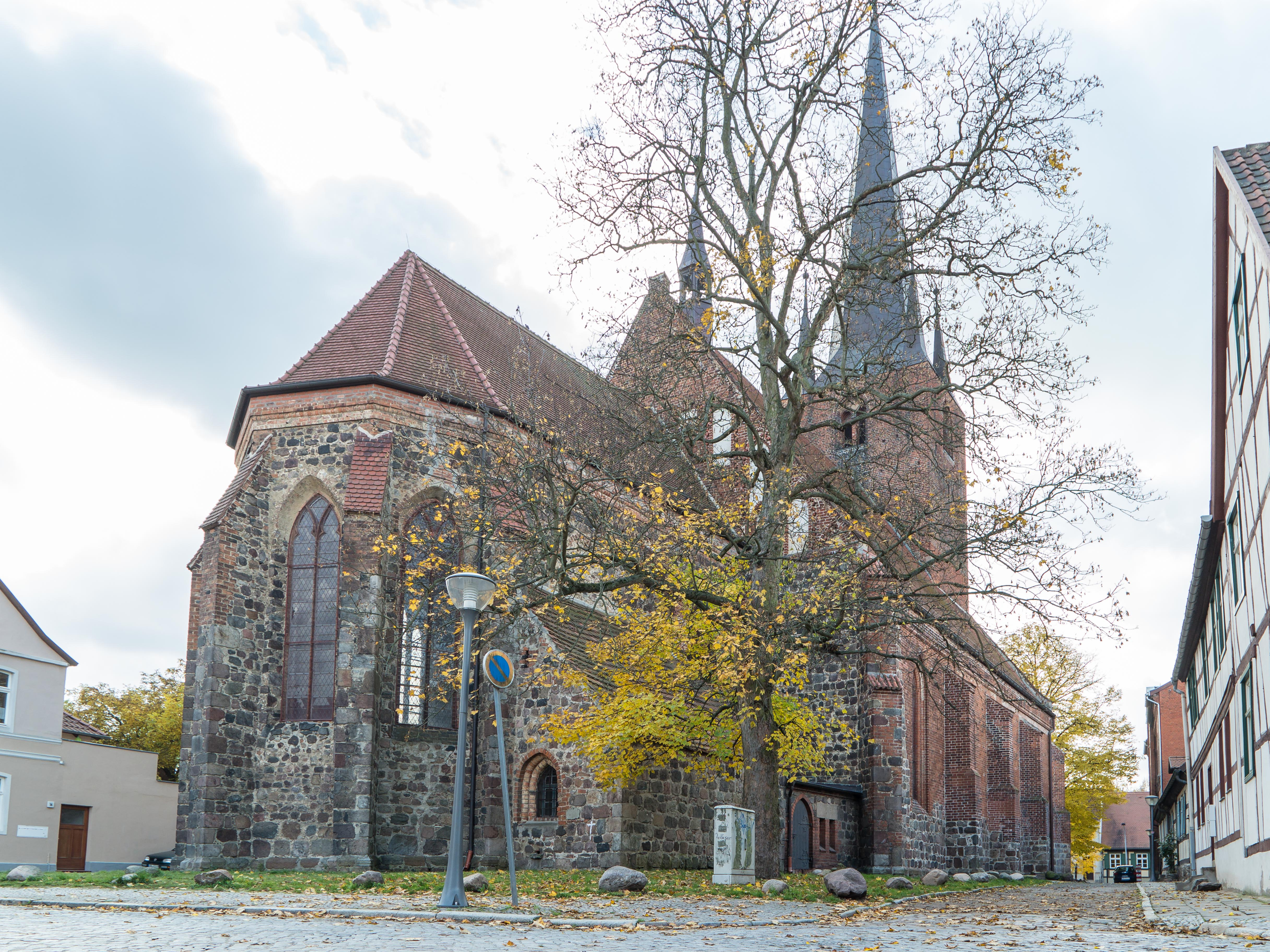
Sint-Pieterskerk
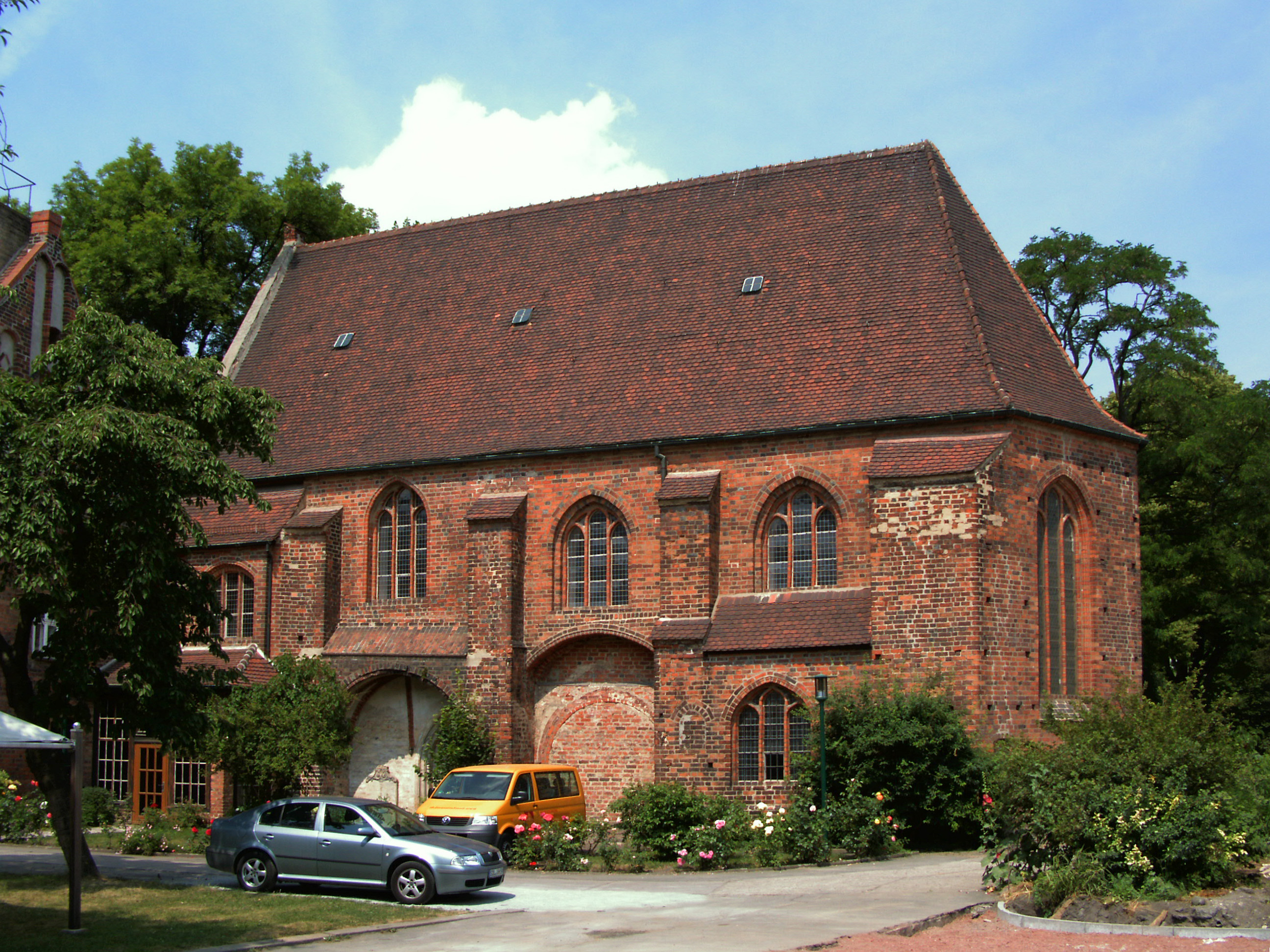
Rooms-katholieke St.-Annakerk (1461)
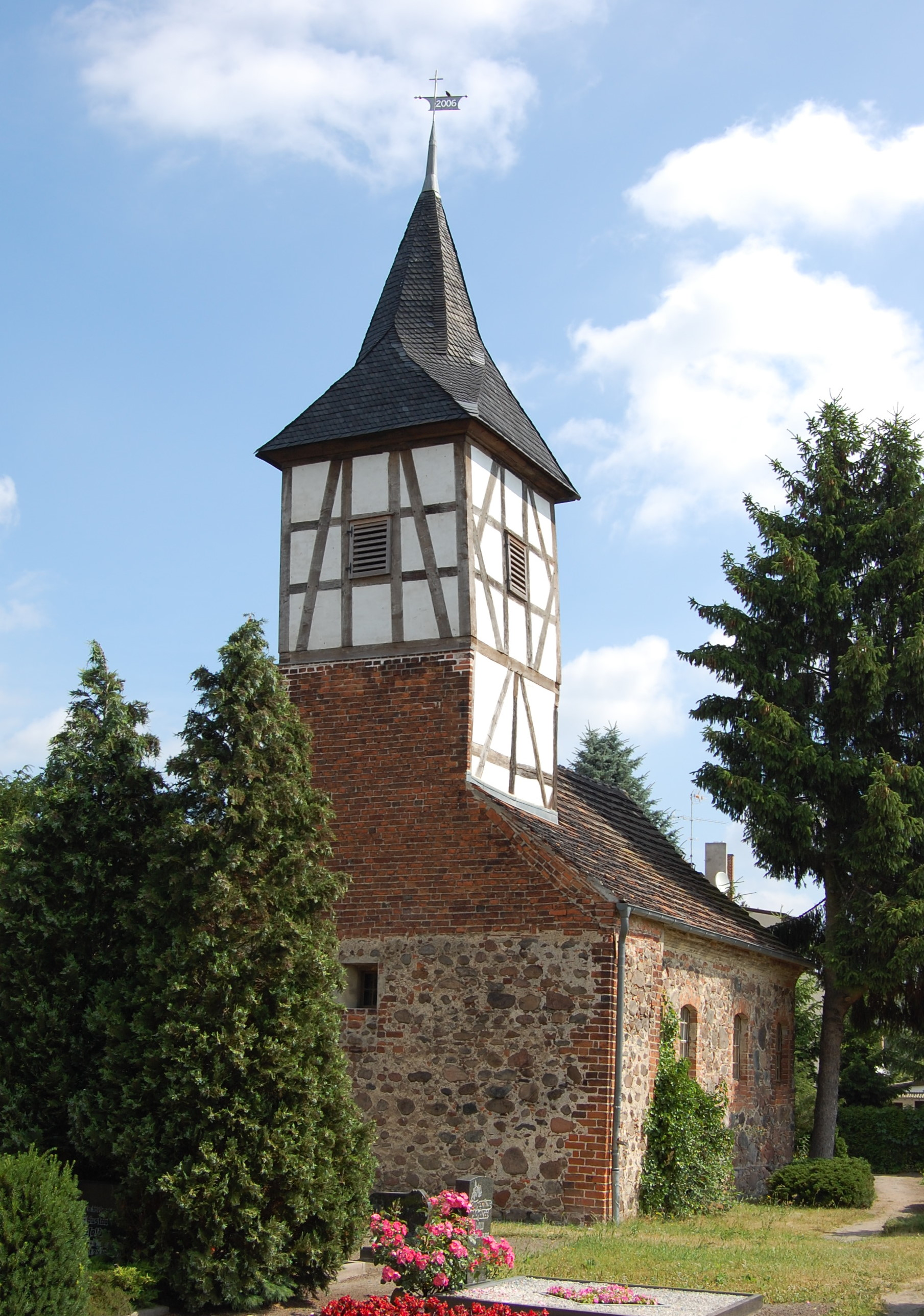
Oude dorpskerk van Röxe (thans rouwkapel bij de nieuwe dorpskerk van 1905)
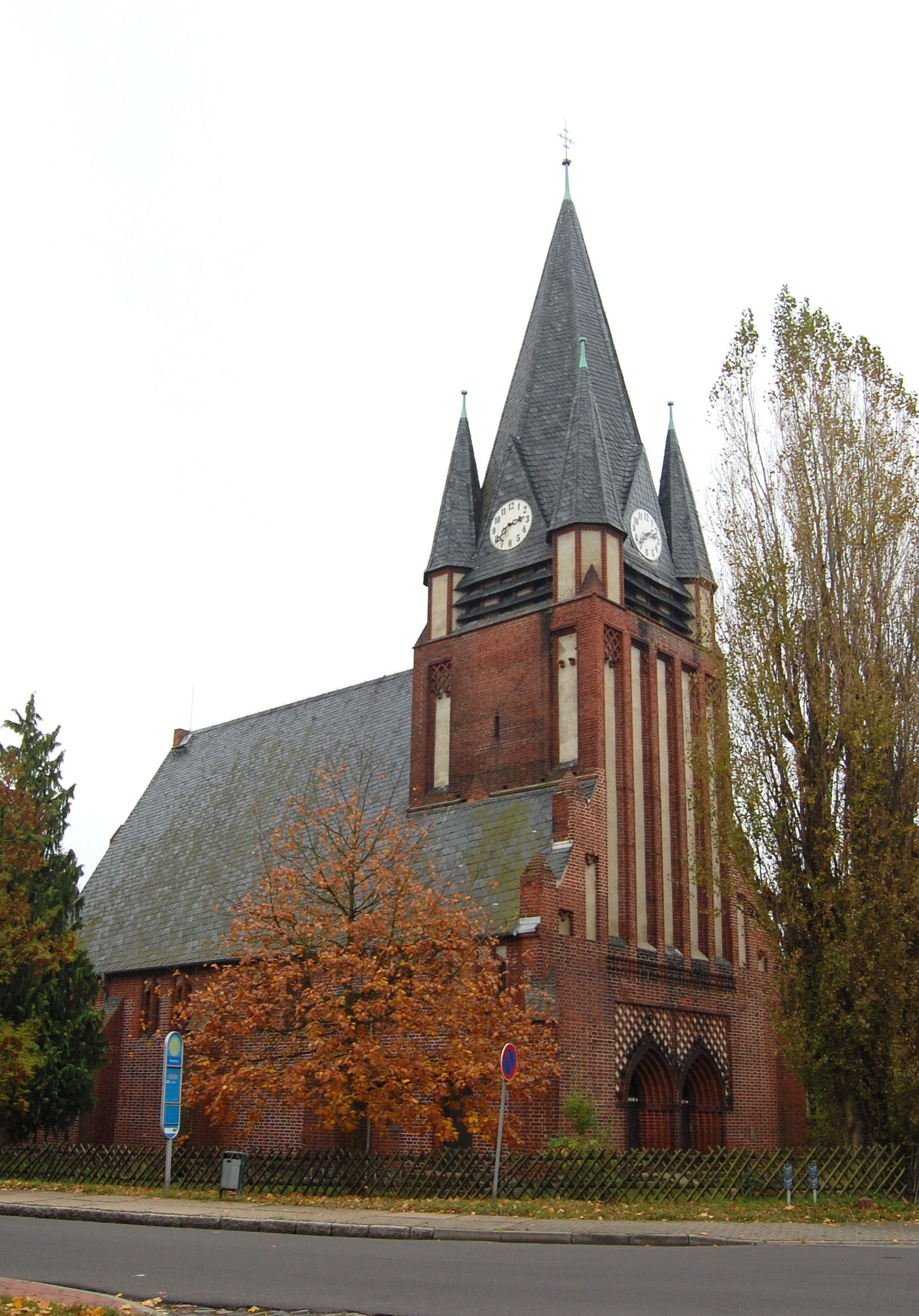
Lutherkerk (nieuwe dorpskerk) Stendal-Röxe, bouwjaar 1905
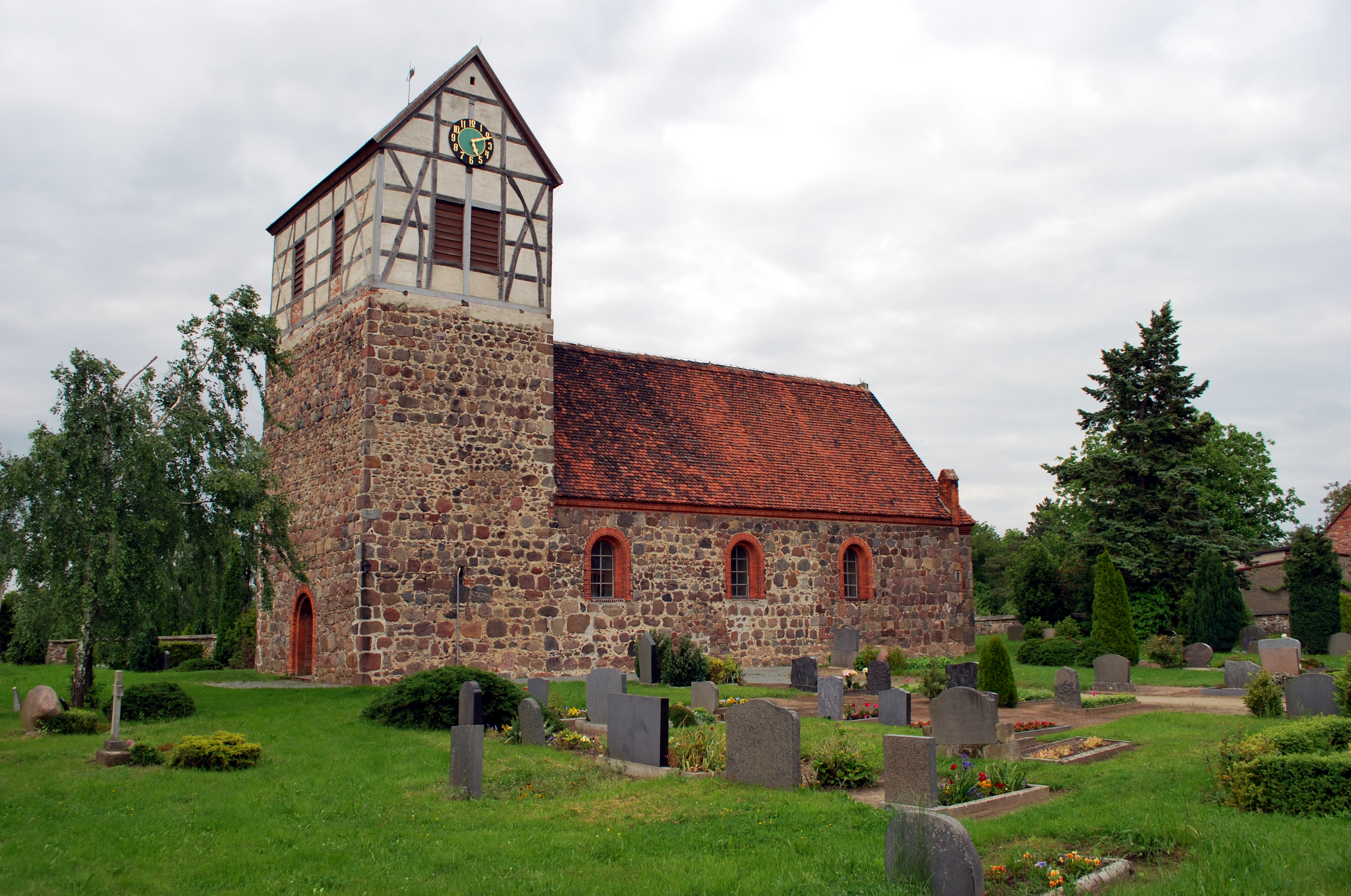
De middeleeuwse dorpskerk van Borstel, typerend voor de gehele streek
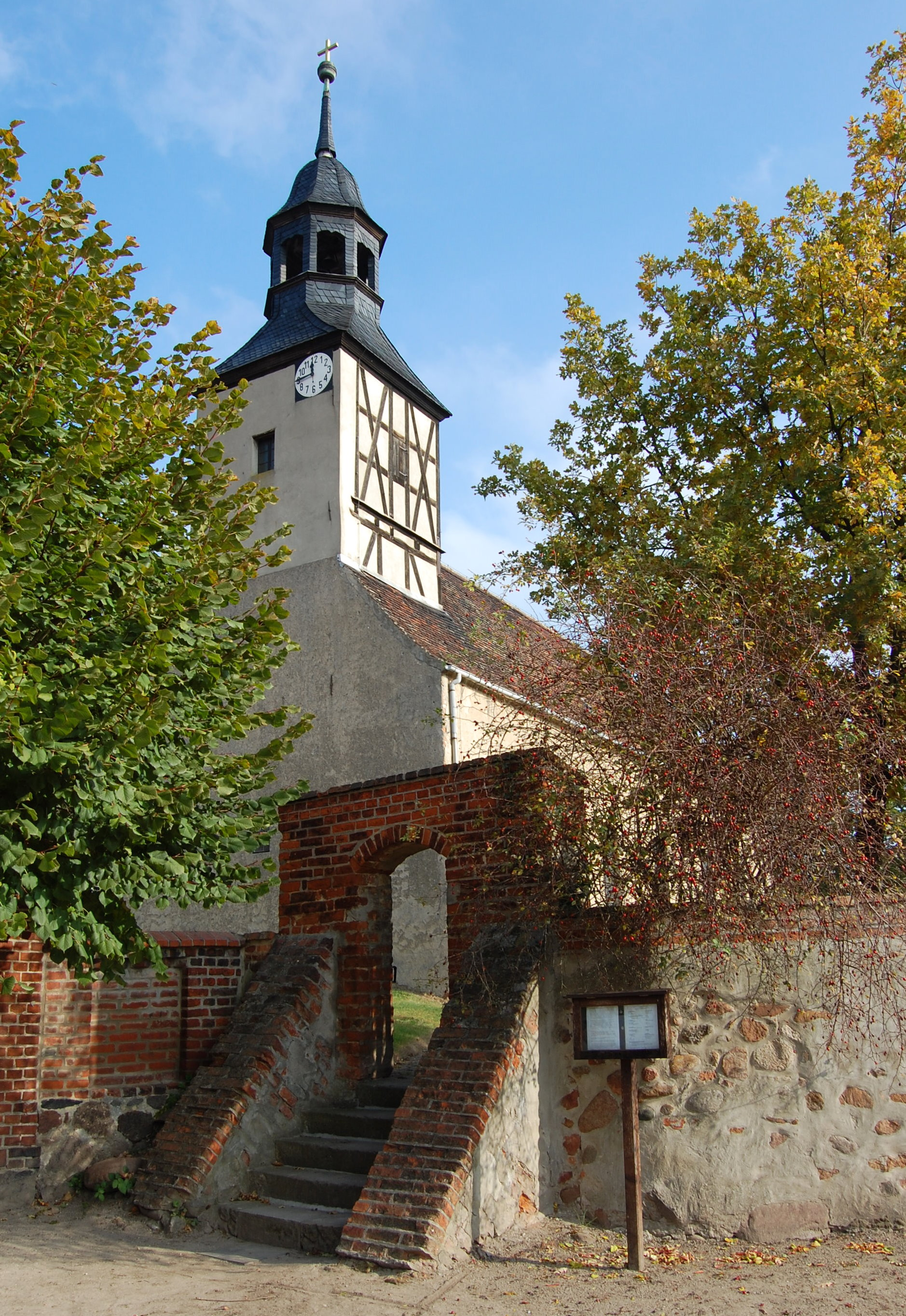
Christuskerk (13e eeuw), Wahrburg

### Openbare gebouwen in de stad

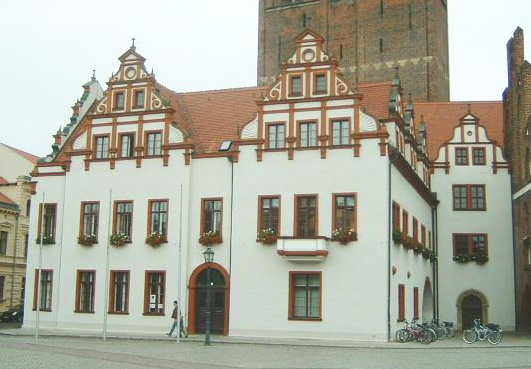
Raadhuis van Stendal
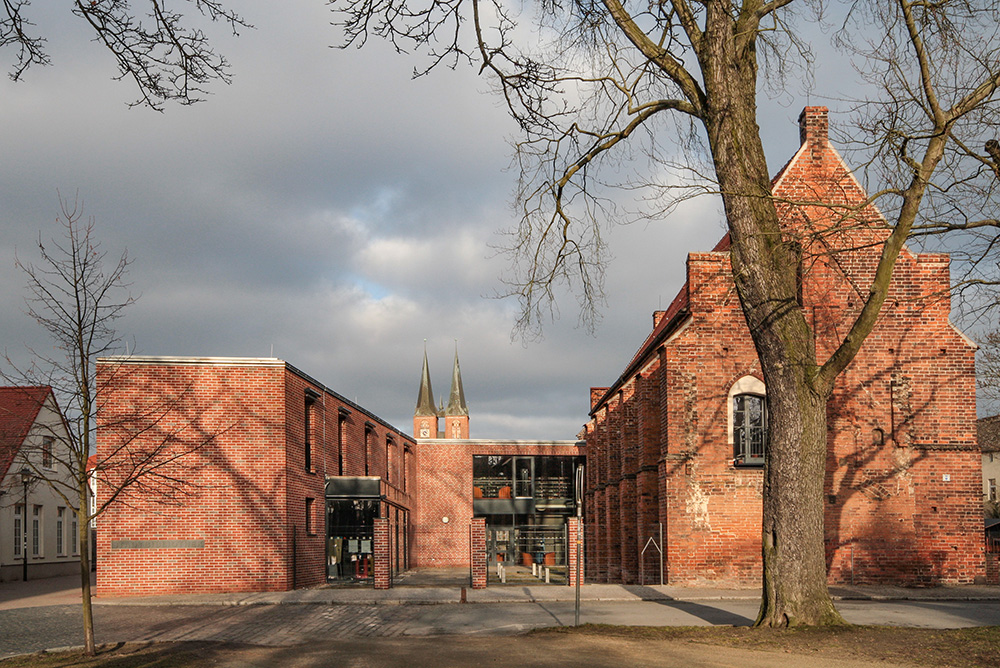
Openbare bibliotheek
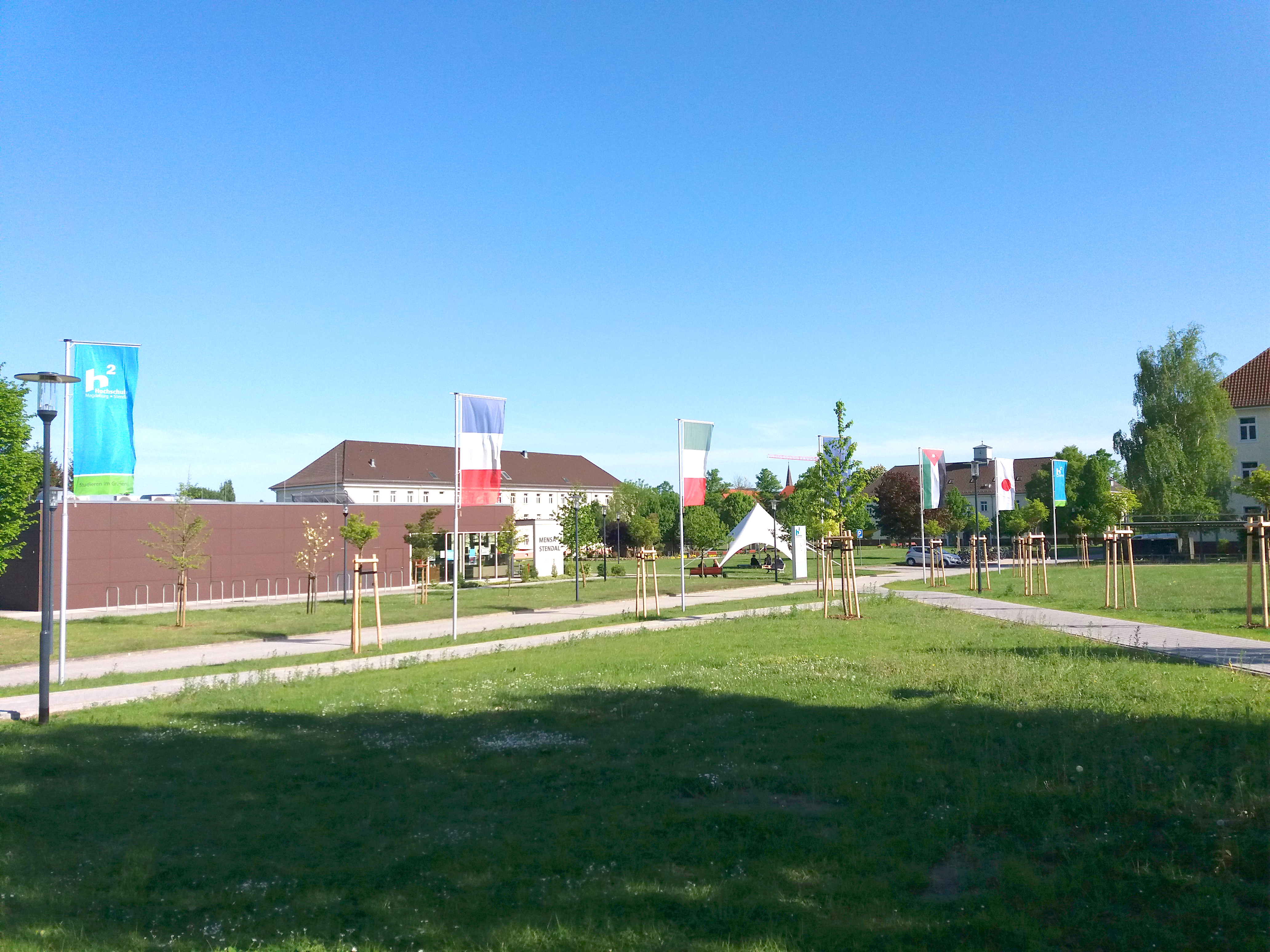
De hogeschool
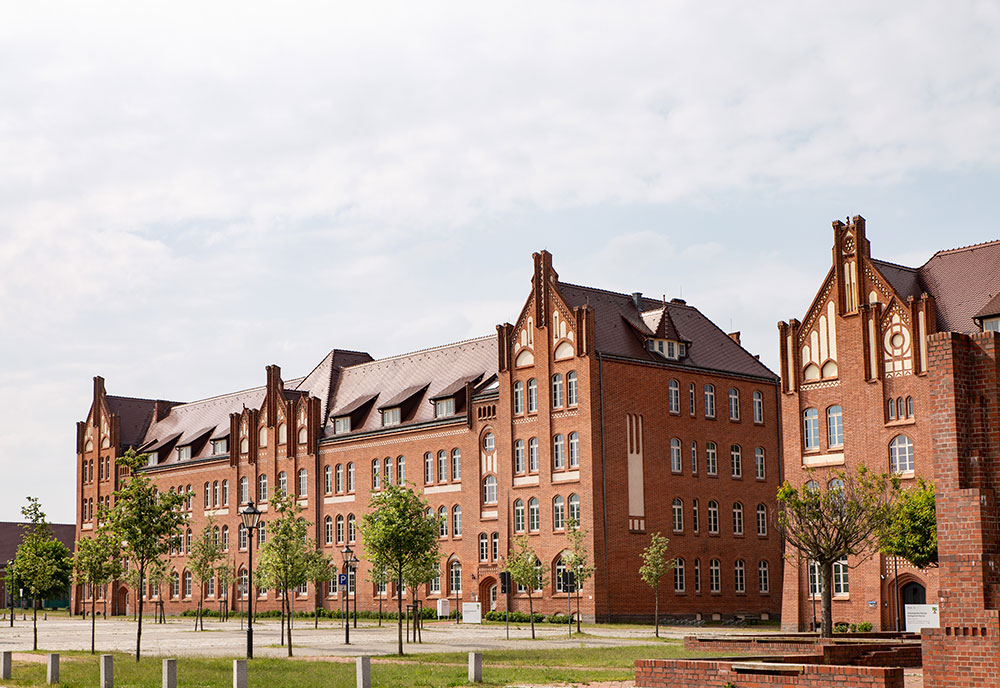
Justitieel centrum in de oude kazerne Albrecht der Bär
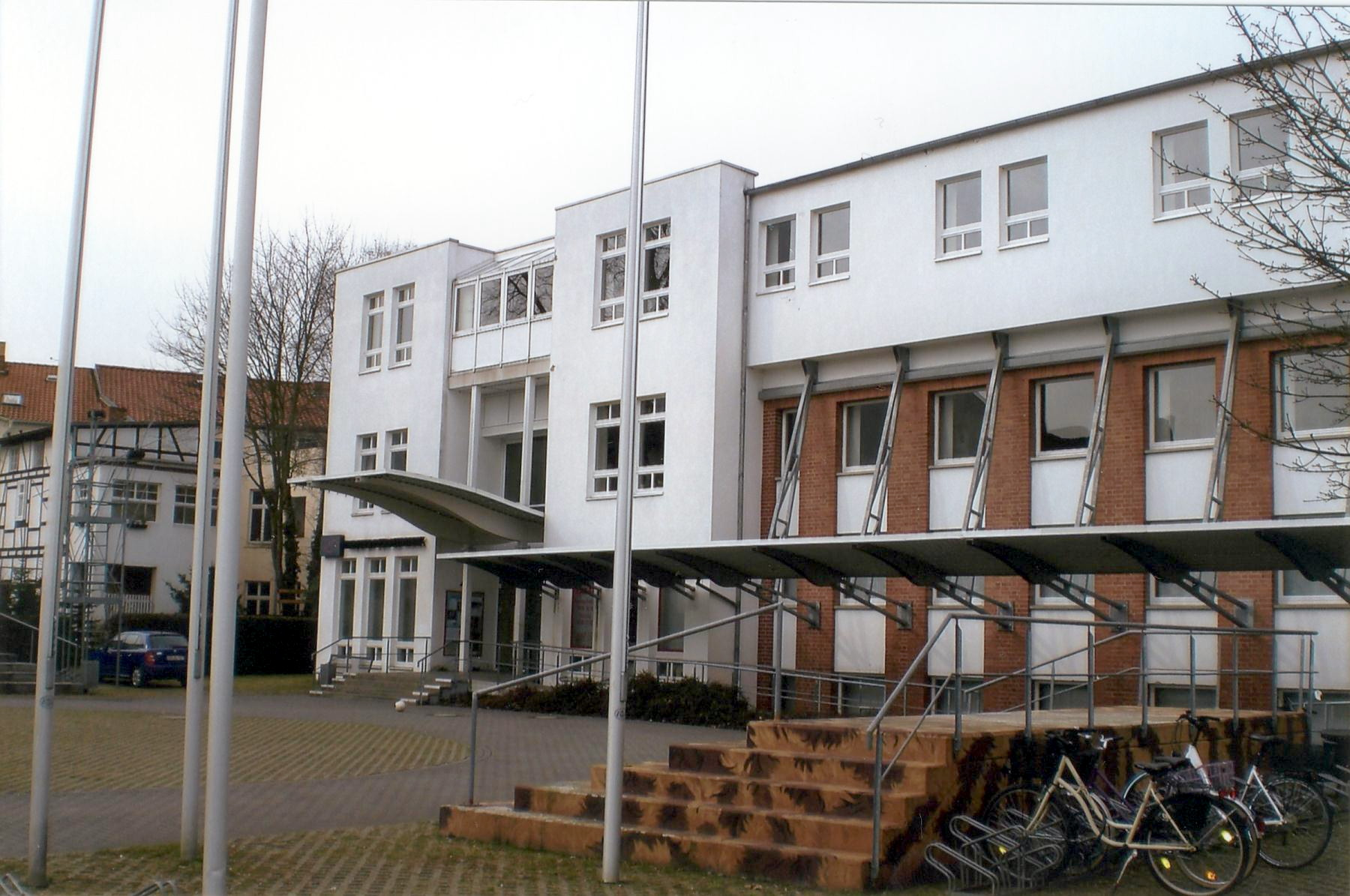
Schouwburg Theater der Altmark

### Musea en monumenten in de stad

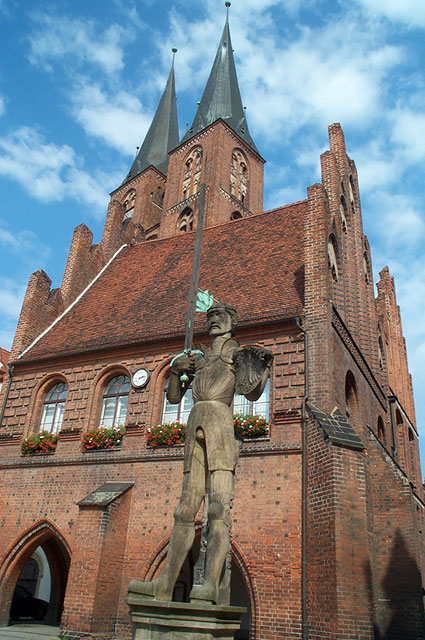
Stendaler Roland, naast de Mariakerk en het stadhuis
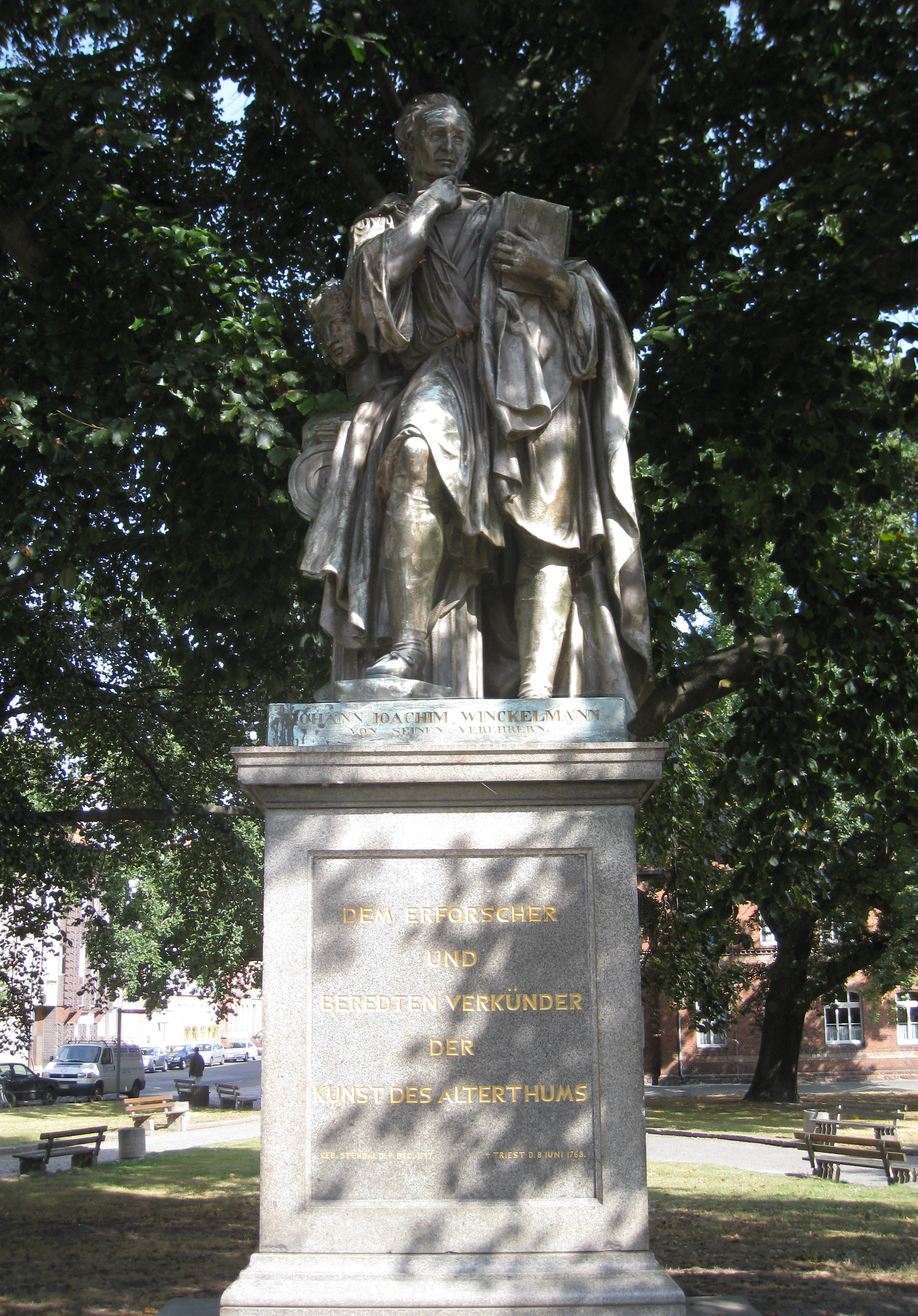
Monument (1859) voor Winckelmann te Stendal, op het naar hem genoemde plein in die stad
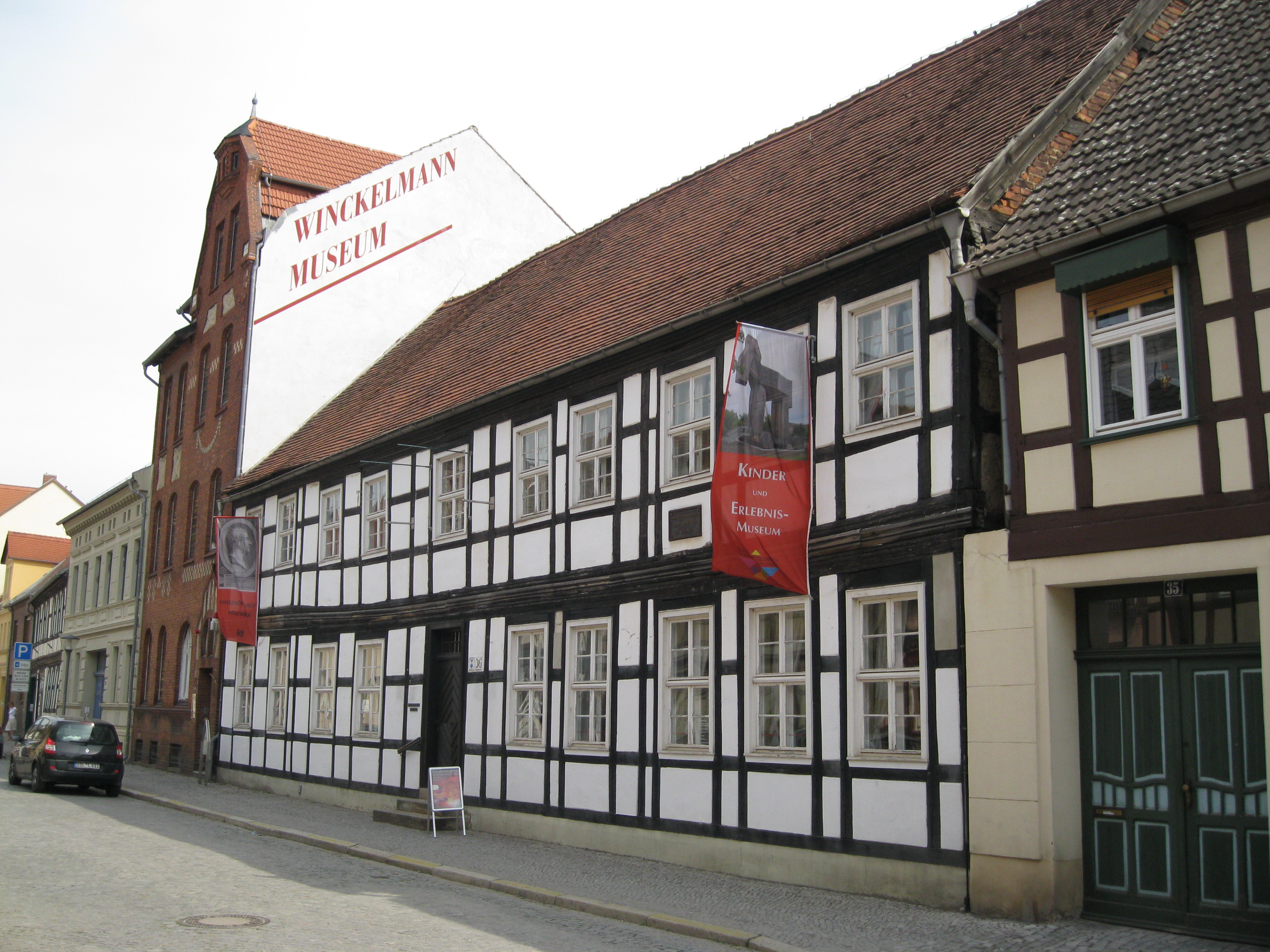
Winckelmann-Museum te Stendal
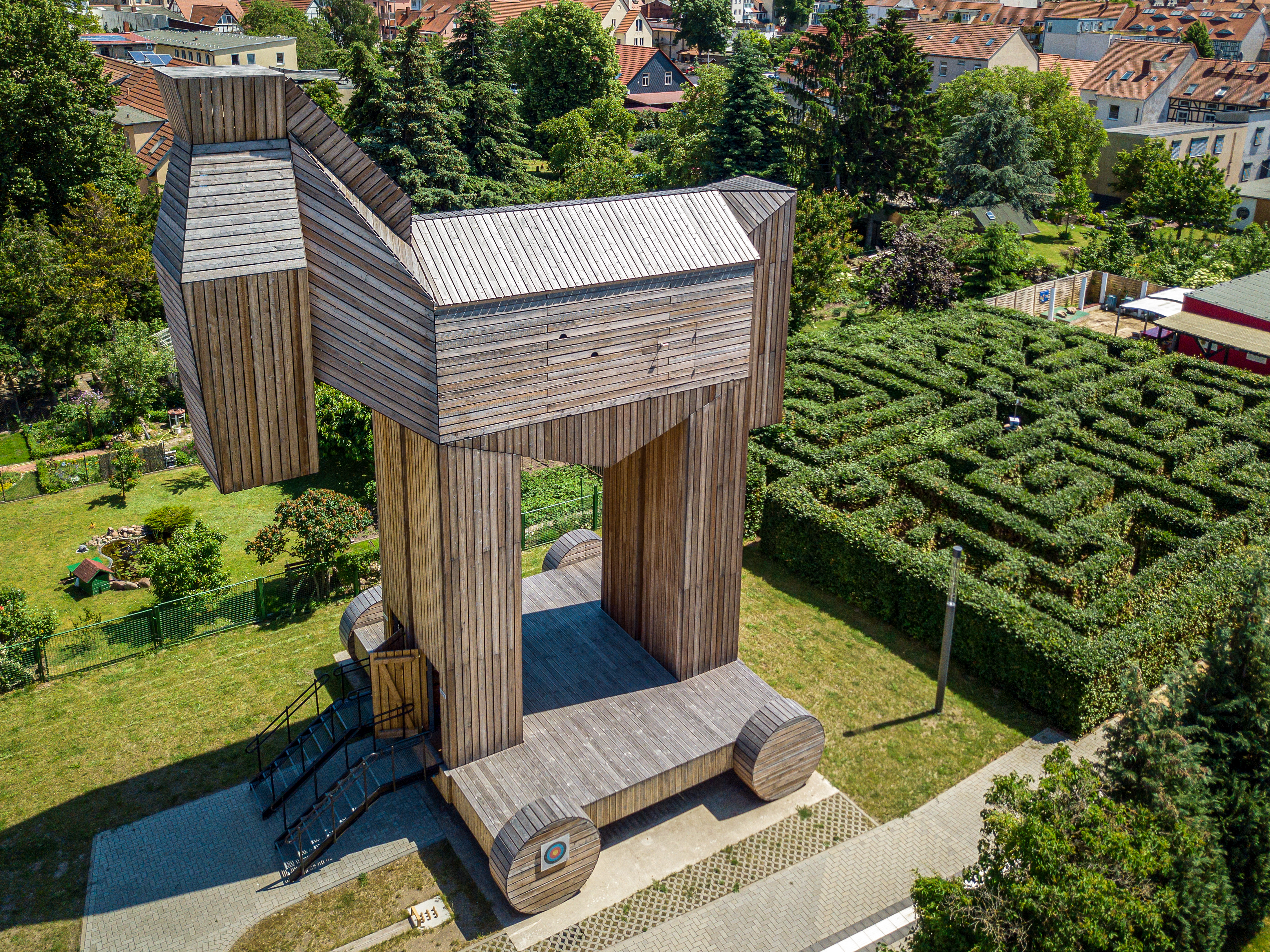
Nagebouwd Paard van Troje op de binnenplaats van dit museum
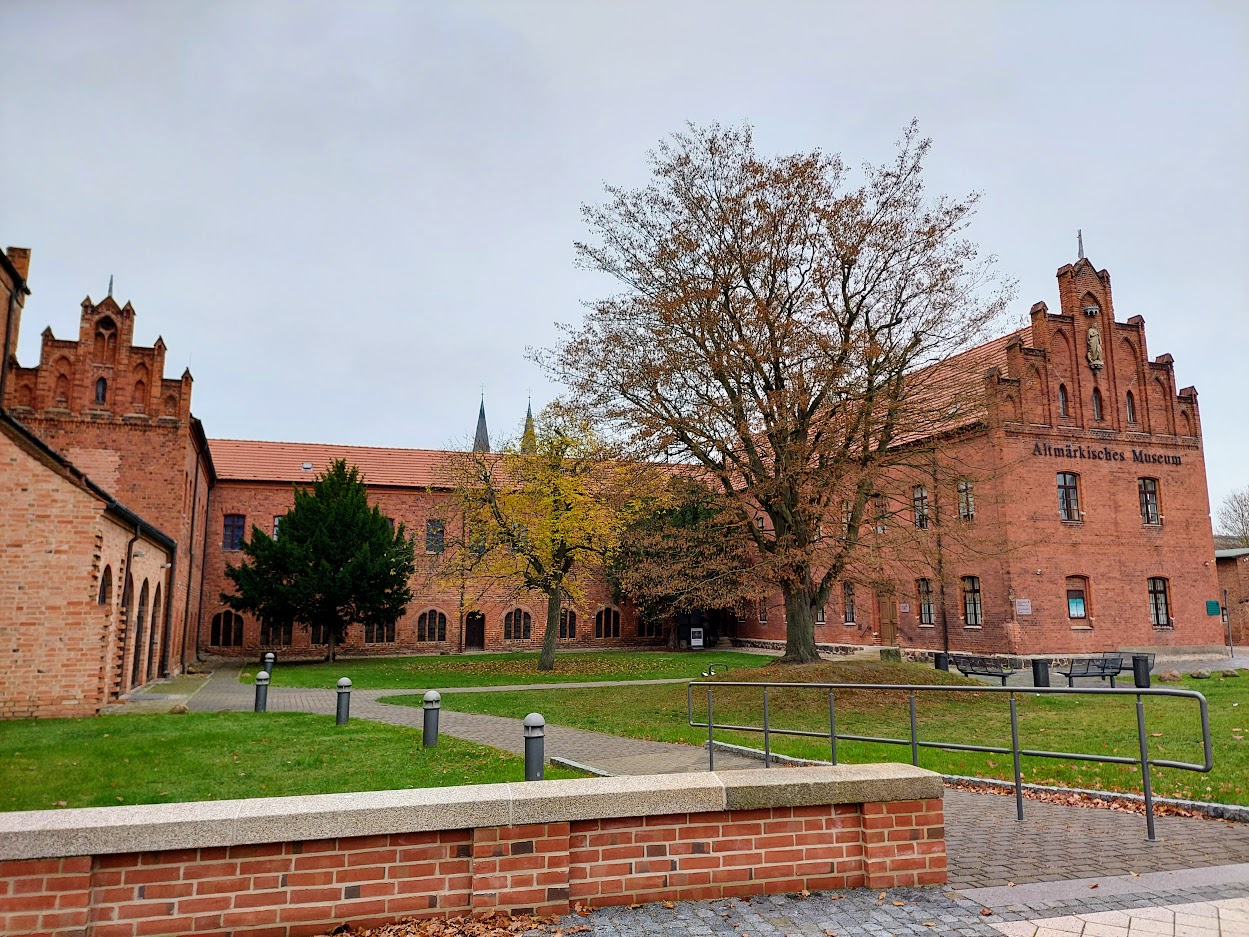
Voormalig Catharijneklooster, sinds 1964 Altmärkisches Museum

### Overige

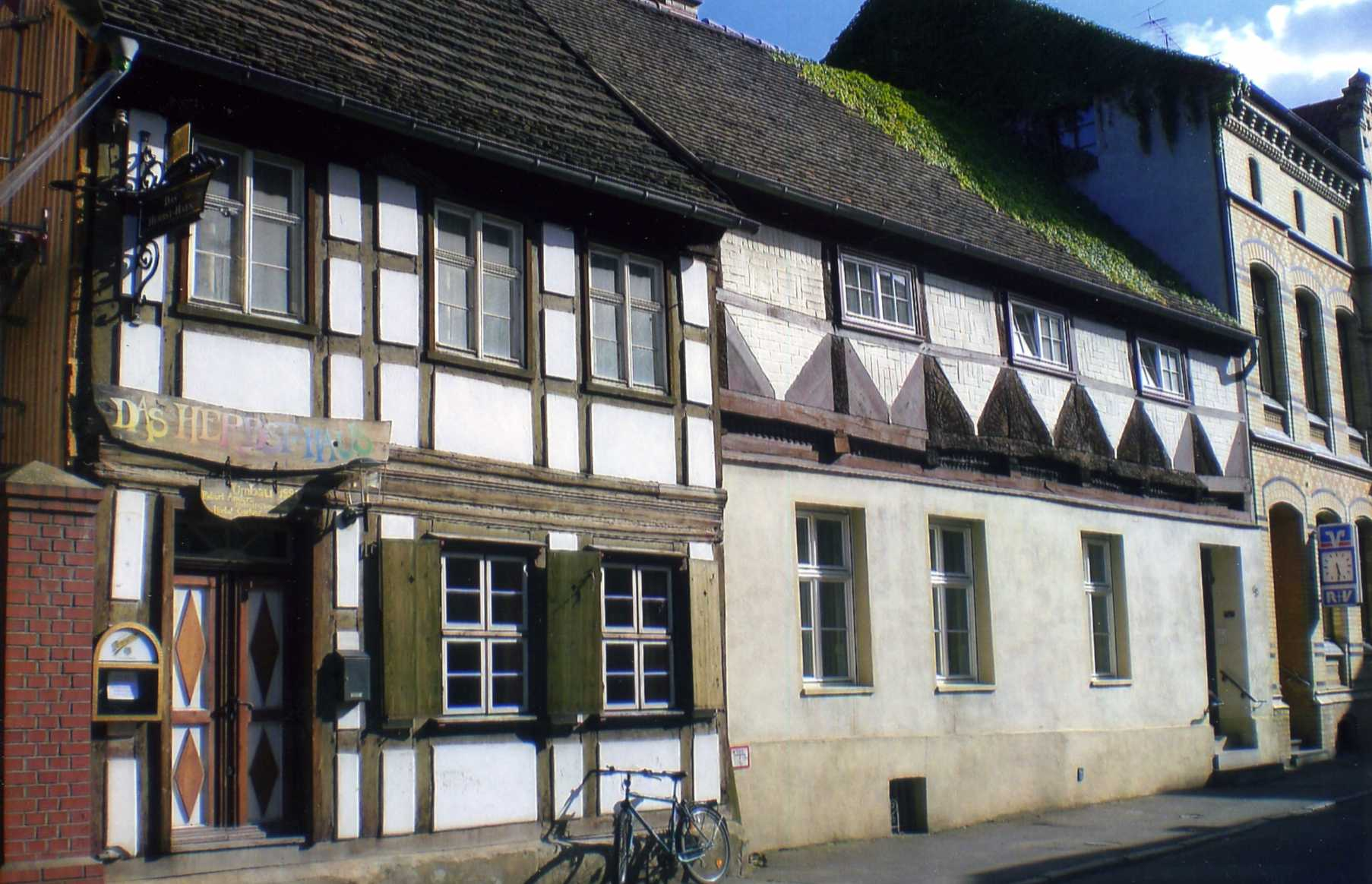
Oude vakwerkhuizen in het centrum van Stendal
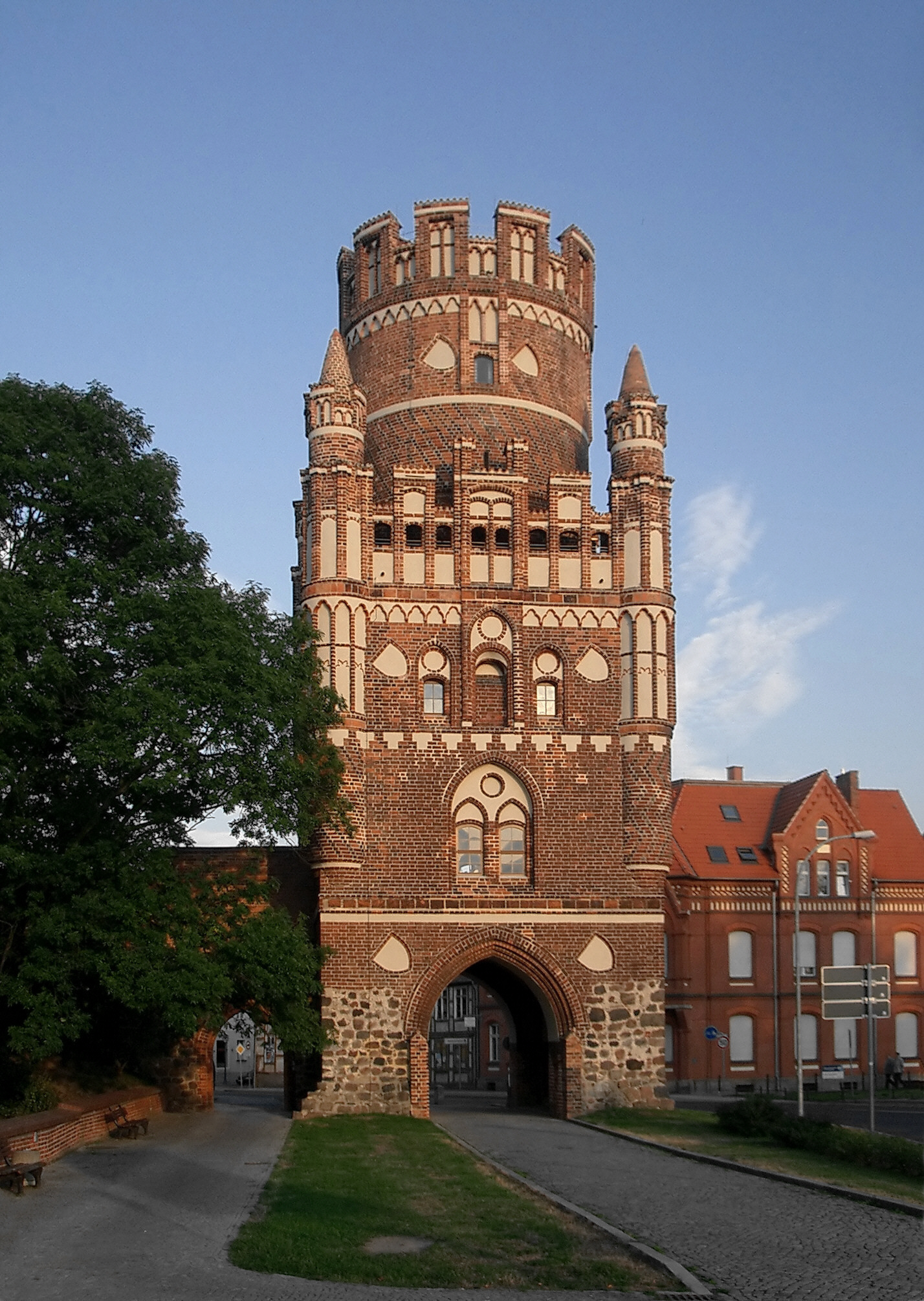
Stadspoort Uenglinger Tor (1288-1306, bovenbouw 1450-1460)
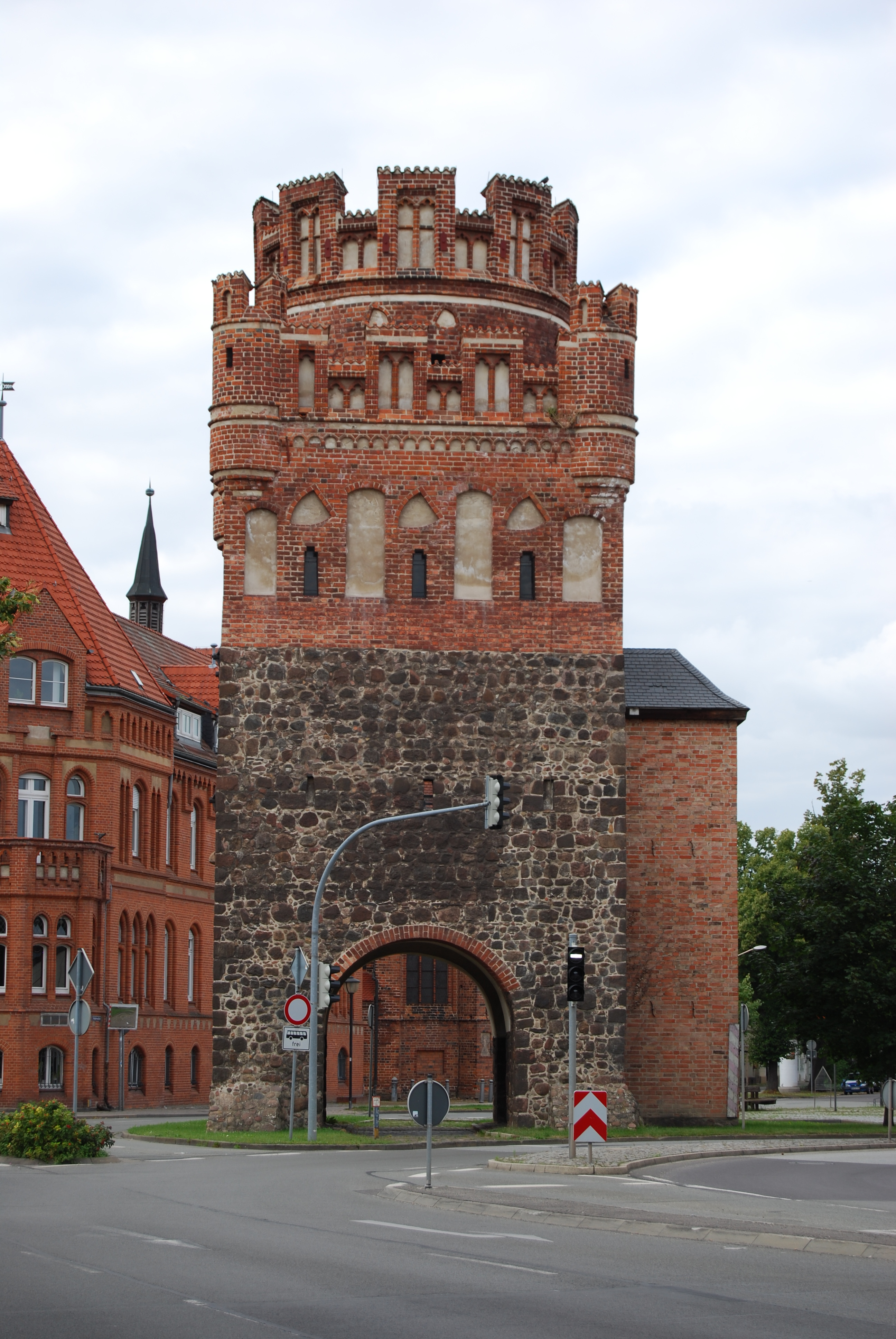
Stadspoort Tangermünder Tor (13e eeuw, bovenbouw ca. 1440)
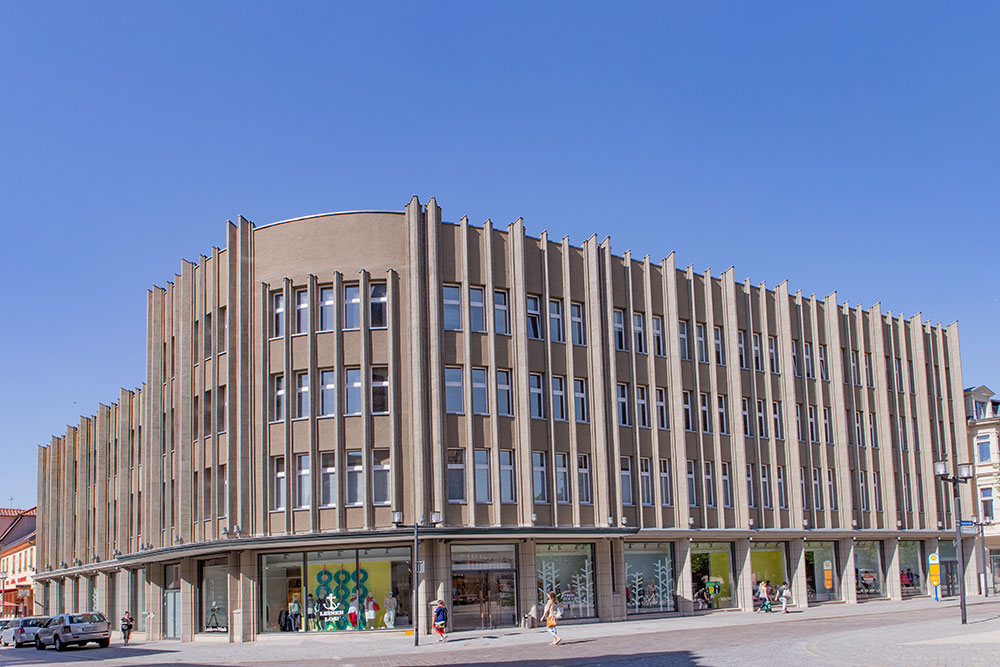
Kledingwinkel aan de Breite Straße (gebouwd in 1930; dit gebouw, bouwstijl: Nieuwe Bouwen, staat onder monumentenzorg)
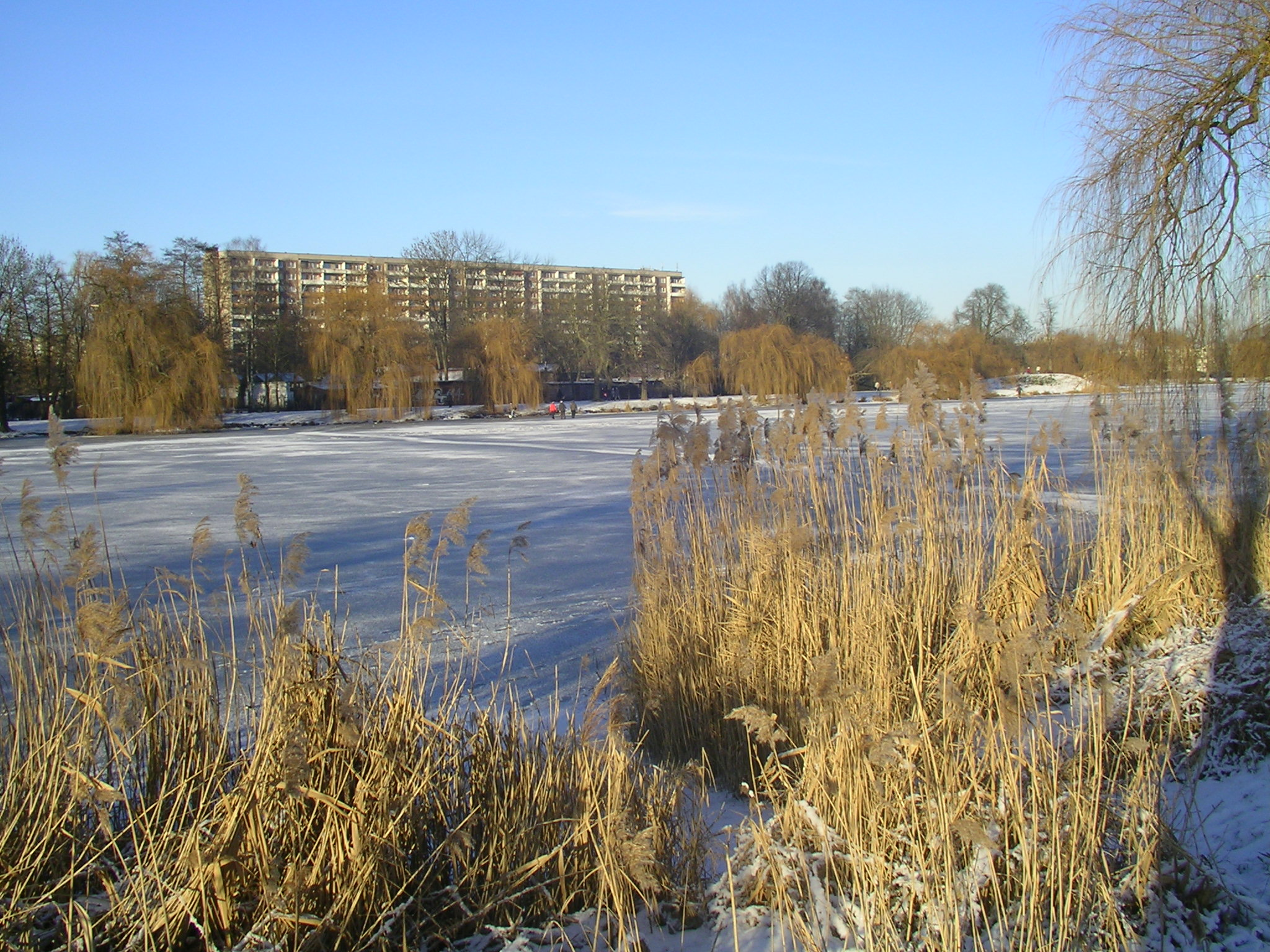
De Stadtsee, tijdens een strenge winter
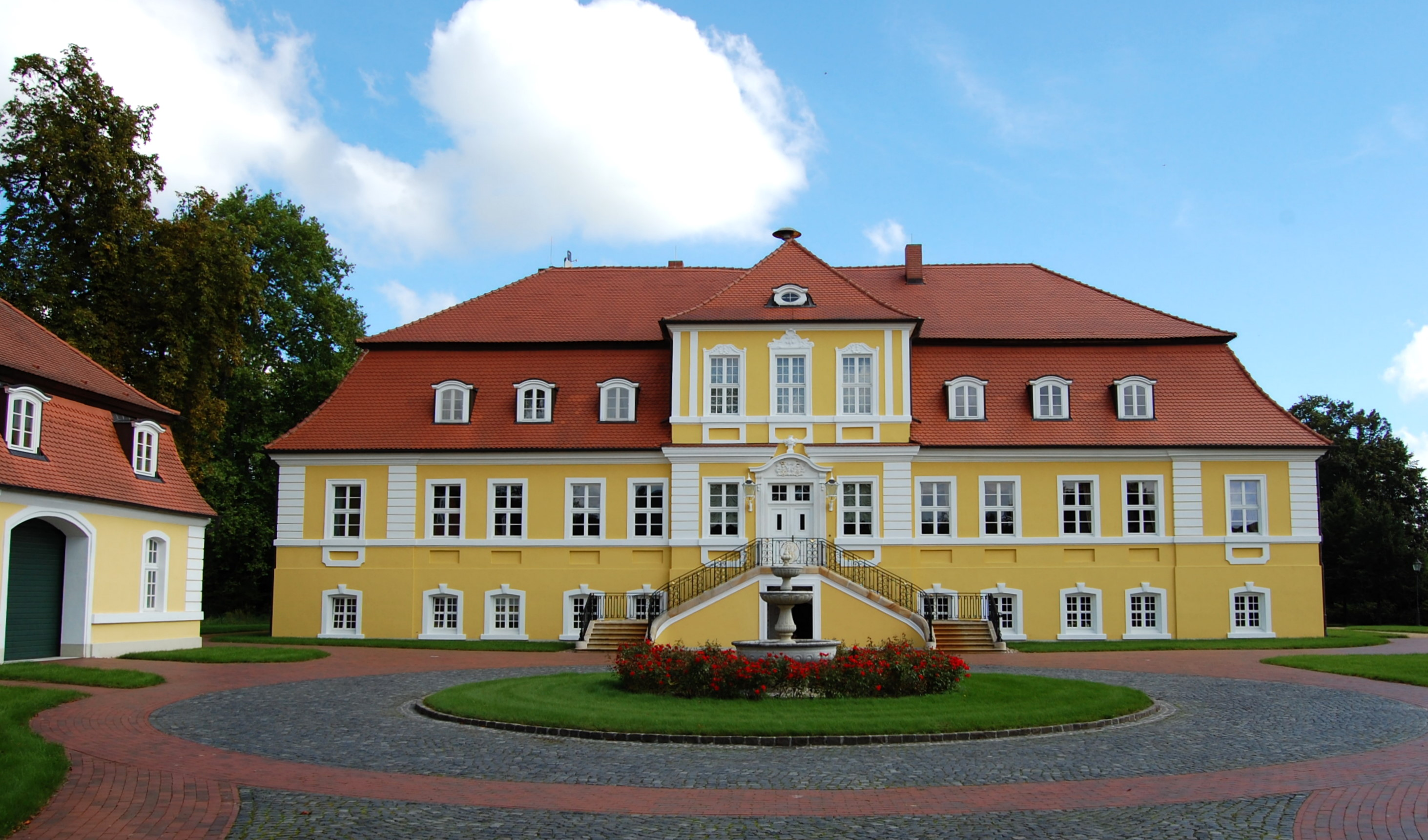
Havezate Schloss Döbbelin
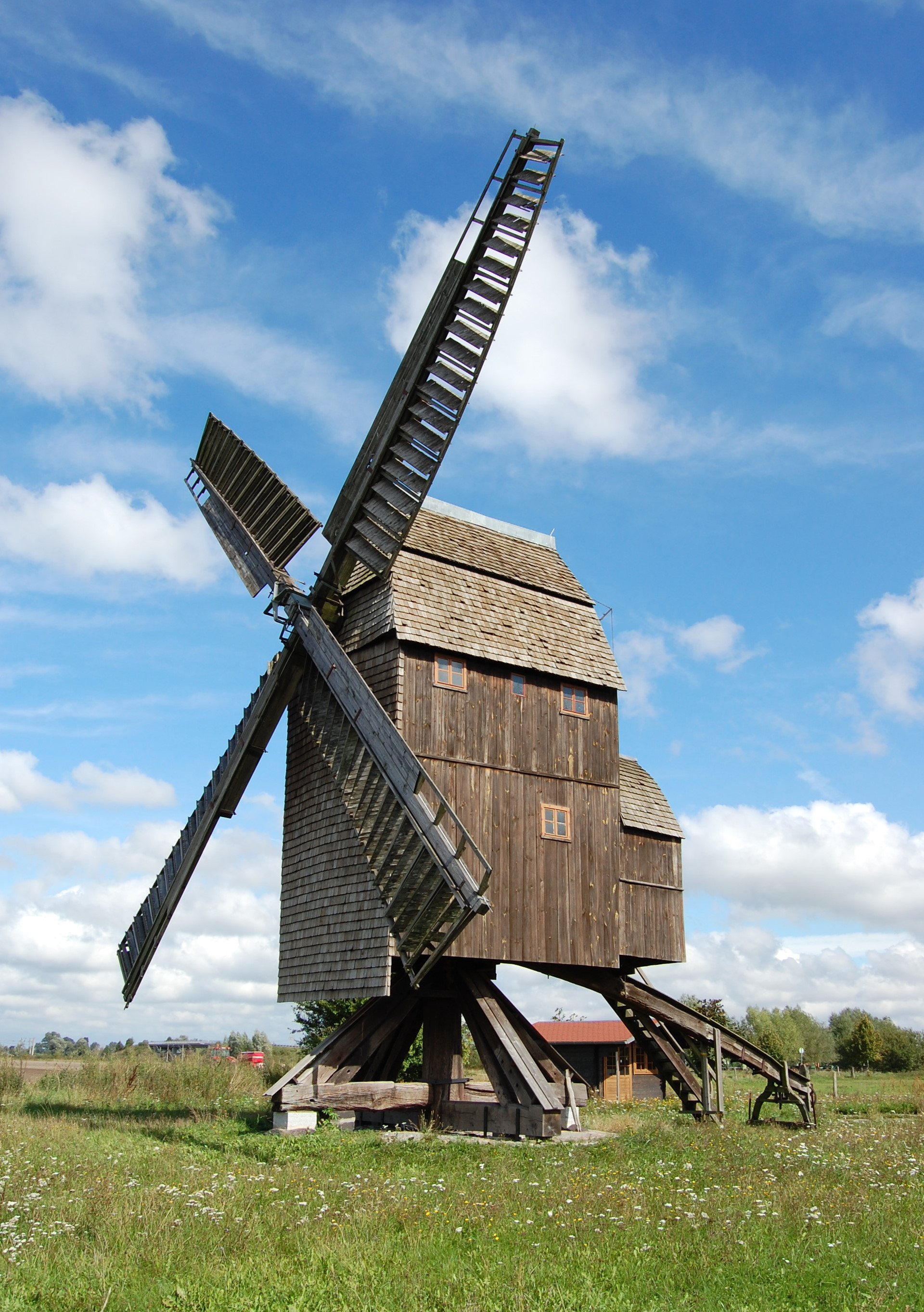
Standerdmolen (1701) te Tornau

## Bekende inwoners

### Geboren te Stendal
- Albrecht de Beer (ca. 1098-1170), markgraaf van Brandenburg, stichter van de stad
- In de middeleeuwen ontstond in de omgeving van Stendal het adellijke geslacht Von Bismarck, waarvan verscheidene leden in of om Stendal zijn geboren of overleden.
- Johann Winckelmann (1717-1768), Duits archeoloog en kunsttheoreticus
- Christoph Kersten (Staats, 15 november 1733 - Gnadau, 5 februari 1796), zendeling van de Evangelische Broedergemeente (Herrnhutters), die vanuit Duitsland werd uitgezonden naar Suriname.
- Leo Pochhammer (1841-1920), Duits wiskundige
- Karl Schapper (Möringen, 27 augustus 1879 - ter dood gebracht in Plötzensee, 1 februari 1941), rooms-katholiek verzetsstrijder tegen het nationaalsocialisme.
- Irina Korschunow (31 december 1925 - 31 december 2013 in München), Duits schrijfster van Russische afkomst, schreef zowel romans voor volwassenen  als jeugd- en kinderboeken,  in 1985 onderscheiden met een Zilveren Griffel voor haar jeugdboek Hij heette Jan
- Carola Hornig (Staffelde, gem. Stendal, 30 april 1962) Oost-Duits roeikampioene

### Overigen
- Gustav Nachtigal (1834-1885), Duits Afrika-reiziger, groeide te Stendal op; van hem is in de stad een borstbeeld aanwezig.
- Marie-Henri Beyle (Grenoble, 23 januari 1783 – Parijs, 23 maart 1842), beter bekend als Stendhal, beroemd Frans schrijver, bewonderaar van Johann Winckelmann, koos daarom deze verbastering van diens geboortestad als pseudoniem; de meeste bronnen stellen, dat de schrijver in 1807-8 inderdaad als soldaat in Stendal is geweest, voor een korte, maar intensieve liefdesaffaire met een zekere Wilhelmine von Griesheim.
- gustaf nagel, eigenlijk Gustav Nagel (geboren 28 maart 1874 te Werben aan de Elbe als Carl Gustav Adolf Nagel, overleden 15 februari 1952 in het krankzinnigengesticht van Uchtspringe, gem. Stendal), natuurmens en -genezer, reizend prediker, te rekenen tot de Reformbeweging. Hij liet een klein spiritueel centrum bouwen bij Arendsee, waarvan een gedeelte er nog staat. Om zijn in de ogen van zeer velen bizarre, levenswijze en zijn afwijkende politieke uitingen werd hij door zowel de nazi's als later de DDR-communisten krankzinnig verklaard. Nagel streefde, zonder veel succes, naar een hervorming van de spelling der Duitse taal, o.a. zonder gebruik van hoofdletters, de letter v en de letter z.

## Partnergemeenten
Stendal heeft jumelages (of stedenbanden) met:
- Lemgo, Noordrijn-Westfalen (sinds 1988)
- Svitavy, Tsjechische Republiek
- Grenoble, Frankrijk
- Puławy, Polen